# Metall de transició
Els metalls de transició, o elements de transició principals, són aquells elements químics que, sia en l'estat fonamental, sia en algun dels seus estats d’oxidació, presenten una configuració electrònica amb la capa d parcialment ocupada. Hi ha tres sèries de 9 elements cadascuna, que sumen en total 27 elements amb capes d parcialment ocupades, i que es reparteixen a les sèries que van de l'escandi Sc al coure Cu (primera sèrie de transició), de l'itri Y a l'argent Ag (segona sèrie de transició) i la que comprèn el lantani La i els elements que van de l'hafni Hf a l'or Au (tercera sèrie de transició).
Elements de transició principals o del bloc d
| Grup    | 3     | 4     | 5     | 6     | 7     | 8     | 9     | 10    | 11    |
| Període |       |       |       |       |       |       |       |       |       |
| 4       | 21 Sc | 22 Ti | 23 V  | 24 Cr | 25 Mn | 26 Fe | 27 Co | 28 Ni | 29 Cu |
| 5       | 39 Y  | 40 Zr | 41 Nb | 42 Mo | 43 Tc | 44 Ru | 45 Rh | 46 Pd | 47 Ag |
| 6       | 57 La | 72 Hf | 73 Ta | 74 W  | 75 Re | 76 Os | 77 Ir | 78 Pt | 79 Au |

Molts són tecnològicament importants: el titani, el ferro, el níquel i el coure, per exemple, s’utilitzen estructuralment i en tecnologia elèctrica. Formen molts aliatges útils, entre si i amb altres elements metàl·lics (acer, acer inoxidable, bronze…). La majoria d’aquests elements es dissolen en àcids minerals, tot i que alguns, com el platí, l'argent i l’or, s’anomenen “nobles”, és a dir, que no són afectats per àcids simples (no oxidants). Sense excepció, els elements de la sèrie de transició principal formen compostos estables en dos o més estats d’oxidació formals.
S'anomenen elements de transició interna o del bloc f, als 28 elements amb capes d o f parcialment ocupades, 14 de la família dels lantanoides o primera sèrie de transició interna, que va del ceri Ce al luteci Lu (amb el prometi Pm artificial), i 14 de la família dels actinoides, o segona sèrie de transició interna, que va del tori Th al lawrenci Lr (a partir del neptuni Np són artificials).

## Història

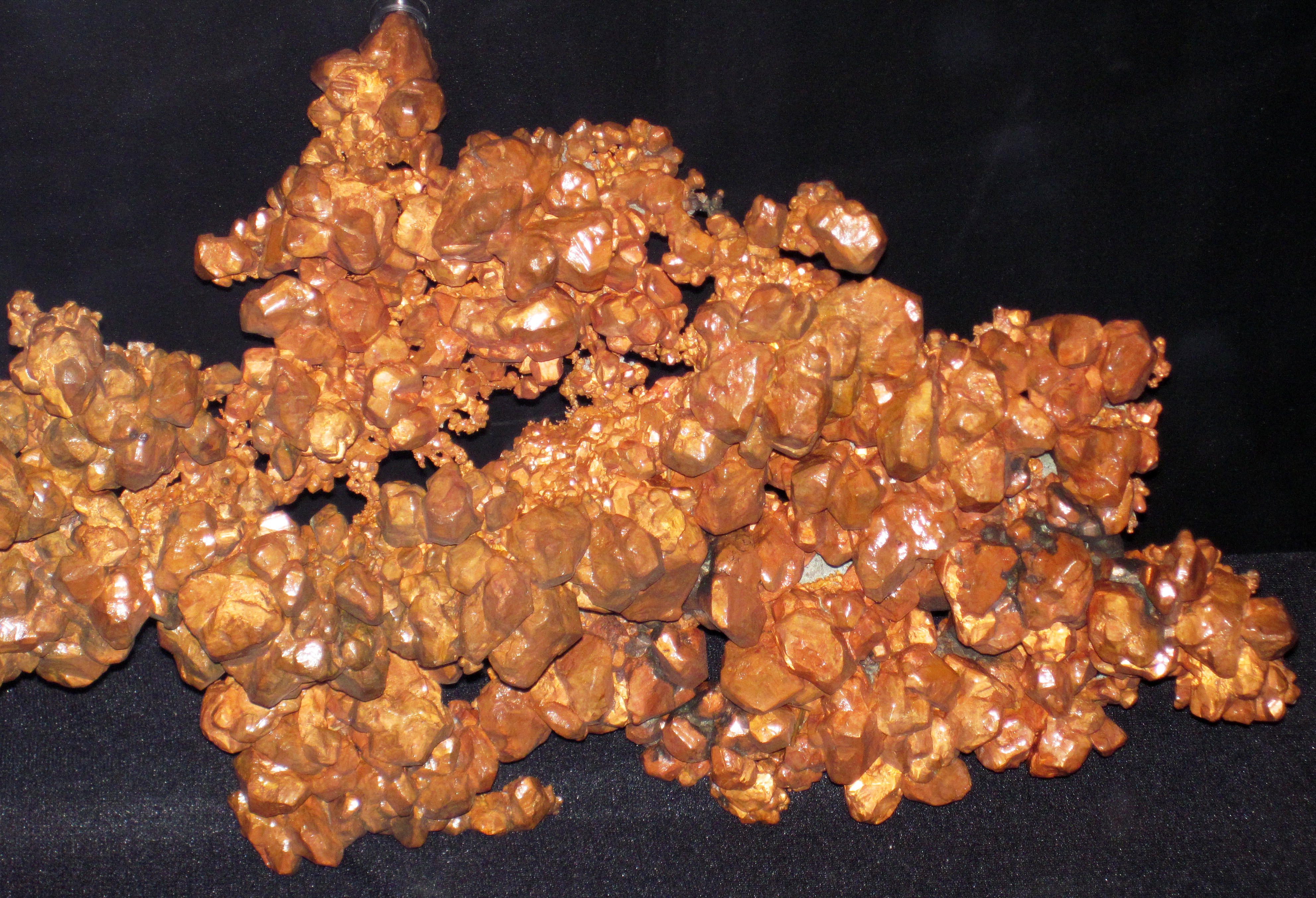
Coure natiu.

### Edat antiga
Els antics només coneixien cinc metalls de transició: coure, or, argent, ferro i platí. El coure fou utilitzat per primera vegada pels humans fa més de 10.000 anys. Un penjoll de coure descobert a l’actual nord d'Iraq fou datat cap al 8700 aC. Durant gairebé cinc mil·lennis el coure fou l'únic metall conegut. Els primers estris de coure, primer decoratius, després utilitaris, foren, sens dubte, fabricats a partir del coure natiu, coure pur que es troba junt amb minerals de coure en alguns llocs del món. Cap al 5 000 aC, ja havia arribat l’alba de la metal·lúrgia, ja que existeixen proves de la fosa de minerals com la malaquita i l'atzurita.

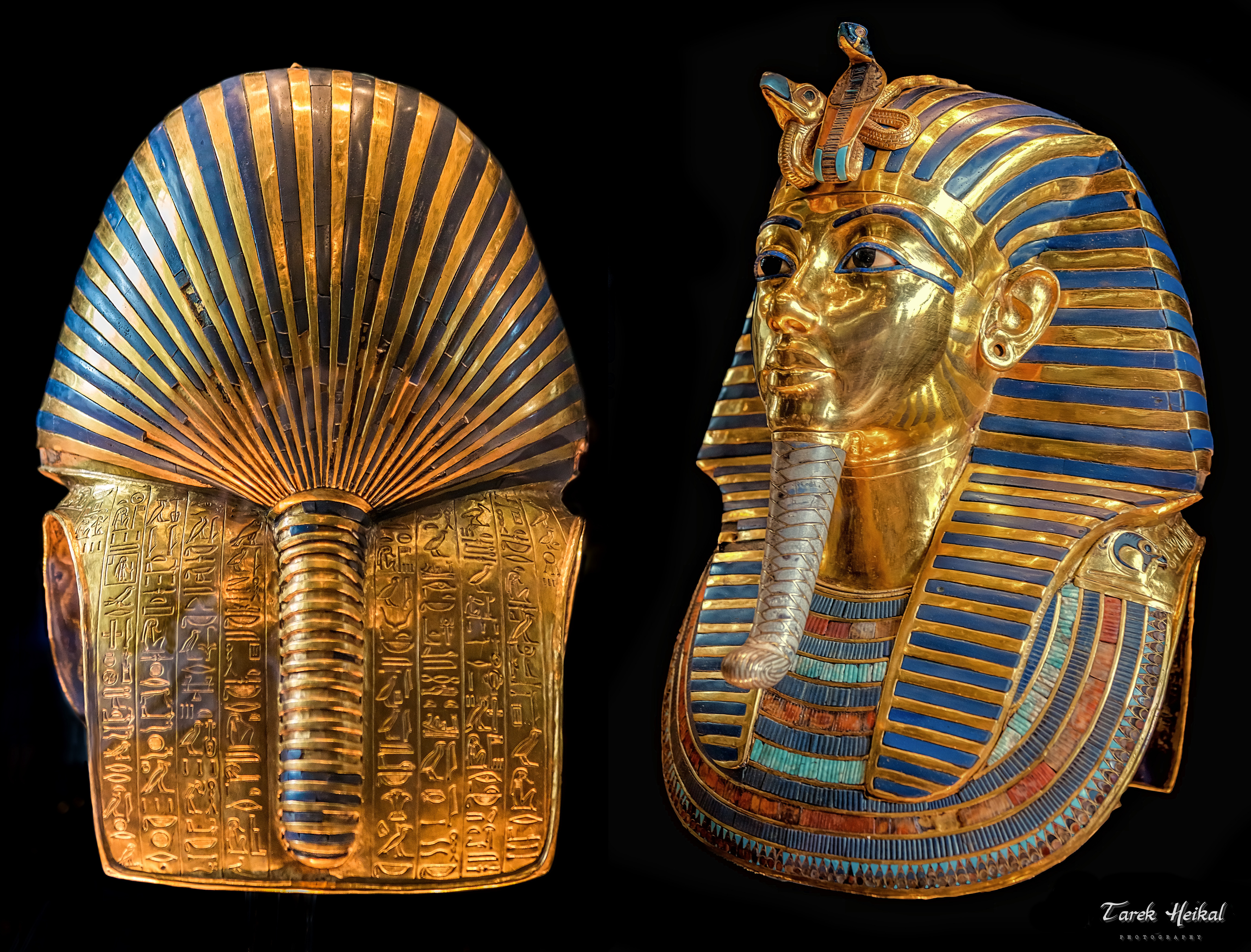
Màscara funerària d'or del faraó Tutankamon, cap al 1 300 aC.

Al voltant de l'any 4000 aC l'or fou el segon metall en ser emprat. Cap al 3000 aC s’emprava argent i començava l’aliatge del coure. Durant molts segles, el bronze (aliatge de coure i estany) fou el metall dominant, sent utilitzat per a arades, eines de tota mena, armes, armadures i objectes decoratius.
L'edat del bronze acabà sobtadament cap al 1200 aC, amb el col·lapse general del món antic i la interrupció de les rutes comercials internacionals. La manca d'estany propicià l'inici l'edat del ferro, no perquè el ferro fos un material superior, sinó perquè estava àmpliament disponible.

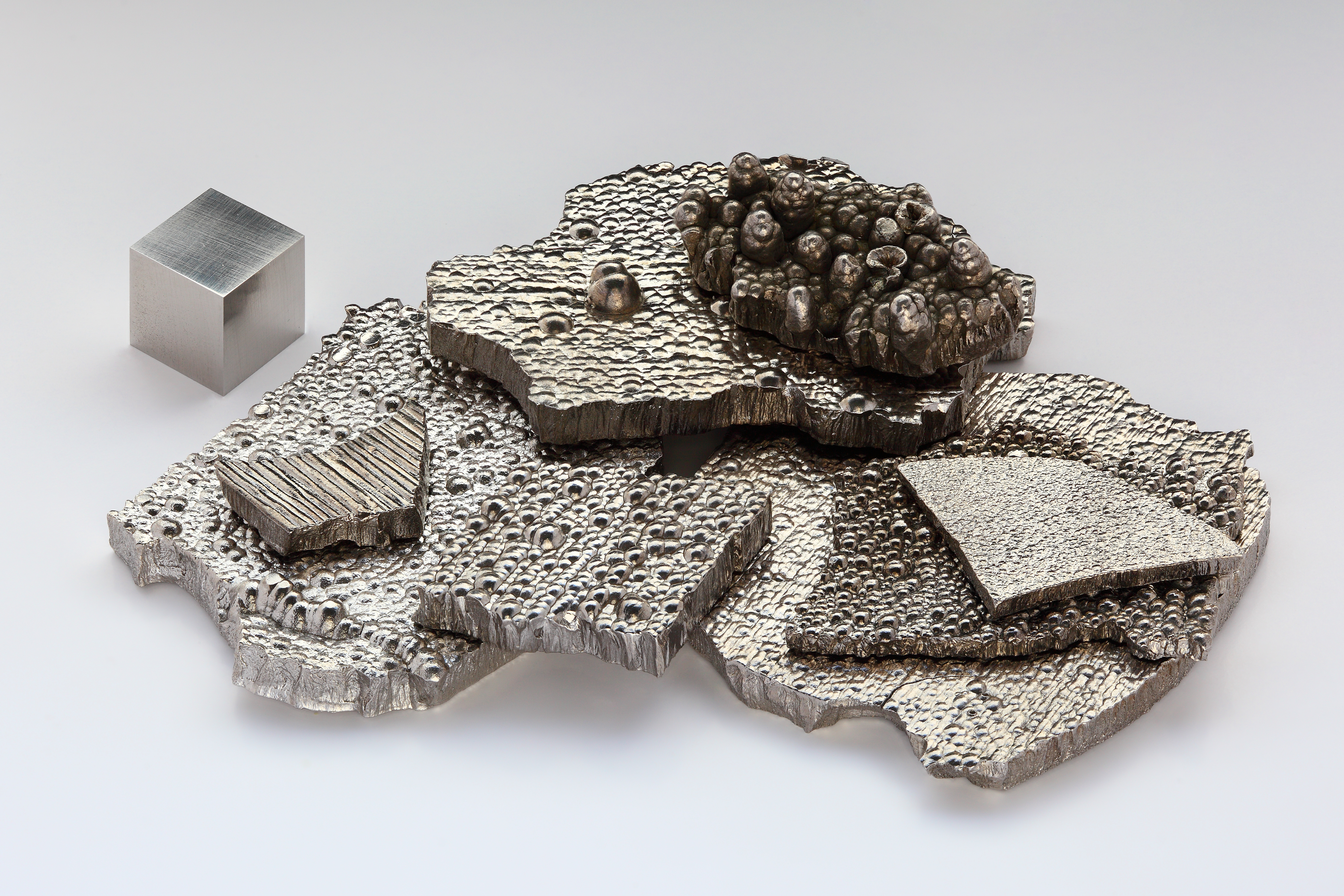
Cobalt.

Probablement, l'exemplar de platí més antic treballat és el procedent d’un taüt egipci antic del segle vii aC, desenterrat a Tebes, Egipte, i dedicat a la reina Shapenapit. Tanmateix aquest metall es desconeixia a Europa i Àsia durant els dos mil·lennis següents, tot i que a la costa del Pacífic de Sud-amèrica el coneixien i el treballaven, tal com demostren els aixovars funeraris de fa uns 2 000 anys. Antonio de Ulloa el redescobrí el 1735.

### Edat moderna
Durant el segle xviii amb l'inici de la química es descobriren el cobalt (1735), el níquel (1751), el manganès (1774), el molibdè (1778), el tungstè (1781), el zirconi (1789), el titani (1791), l'itri (1794) i el crom (1798).

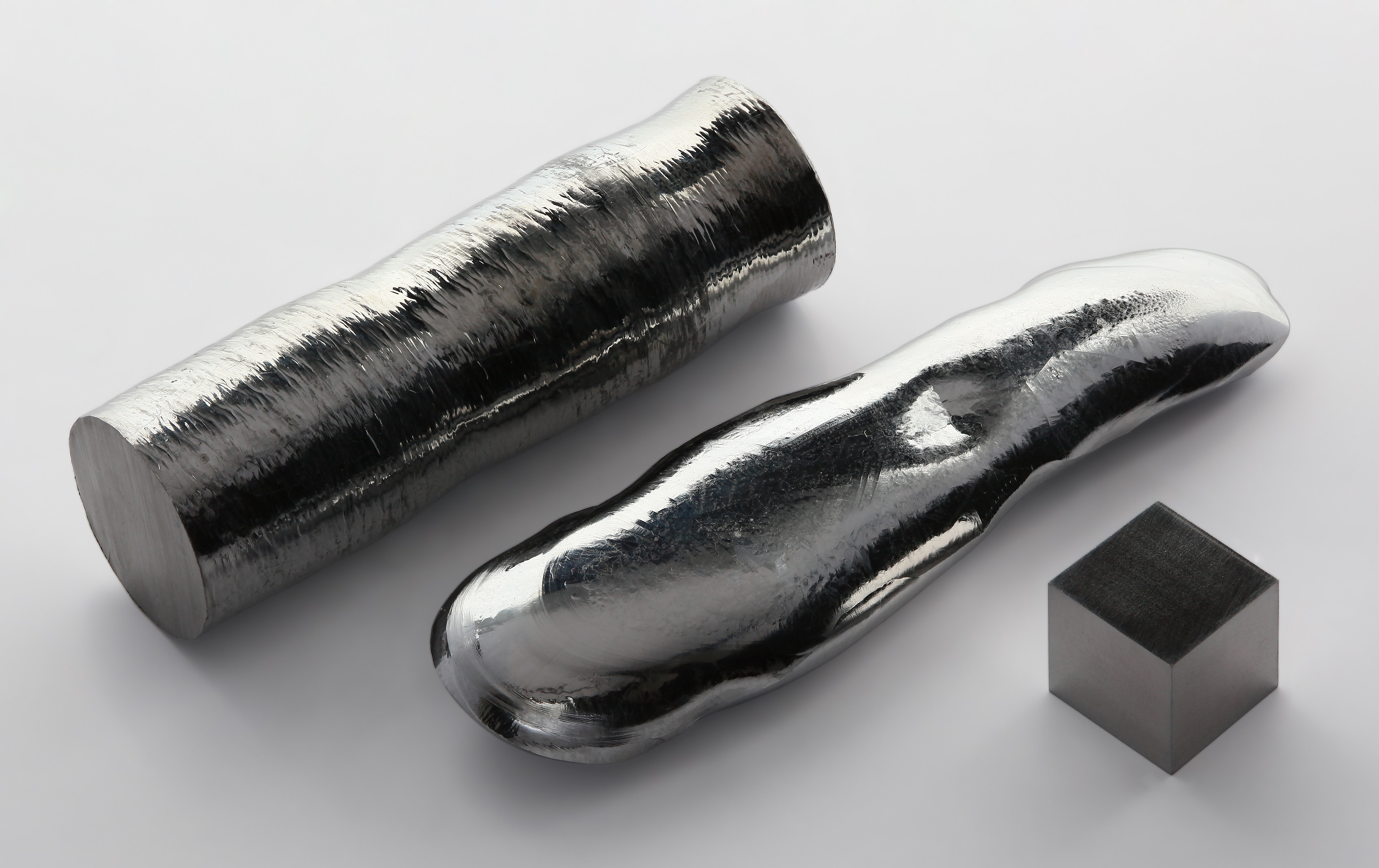
Mostres de reni pur.

### Edat contemporània
El segle xix es continuà amb el descobriment de nous metalls de transició: niobi (1801), tàntal i pal·ladi (1802), osmi i iridi (1803), rodi (1804), vanadi (1830), lantani (1838), ruteni (1844) i escandi (1879).
El primer metall de transició descobert al segle xx fou l'hafni (1922) i després el reni (1925), completant-se amb ells els vint-i-sis elements de transició que es troben a la natura. El reni també fou el darrer element químic estable en ser descobert.
El tecneci fou sintetitzat el 1937 i és l’únic element de transició que no fou aïllat de l'escorça terrestre. Tots els isòtops del tecneci són radioactius; fins i tot la vida mitjana de l’isòtop més estable, el tecneci 97, és massa curta per permetre la supervivència del tecneci primordial a l'escorça de la Terra. Tanmateix, el tecneci es pot aïllar en quantitats considerables dels productes de fissió dels reactors nuclears, i és almenys tan fàcilment disponible per a l'estudi químic com l'element similar de reni natural, del qual no hi ha minerals concentrats.

## Propietats

### Configuracions electròniques

Configuració electrònica del ferro [Ar] 3d⁶ 4s²

L’àtom d'argó Ar té una configuració electrònica 1s²2s²2p⁶3s²3p⁶. Els dos elements següents a l’argó de la taula periòdica són el potassi K, amb un sol electró a un orbital atòmic 4s¹, i el calci Ca, amb dos electrons 4s². A causa de la presència dels electrons 4s, els orbitals 3d estan menys blindats que els orbitals 4p; per tant, la primera sèrie de transició regular comença en aquest punt amb l'element escandi Sc, que té la configuració electrònica [Ar] 4s²3d¹. A través dels nou elements següents, per ordre creixent del nombre atòmic, s’afegeixen electrons als orbitals 3d fins que, a l'element zinc Zn, s’omplen completament i la configuració electrònica és [Ar] 3d¹⁰4s² i deixa de ser un element de transició. Els orbitals de 4p són llavors els de menor energia, i s’omplen a través dels sis elements següents, el sisè dels quals és el següent gas noble, el criptó Kr.

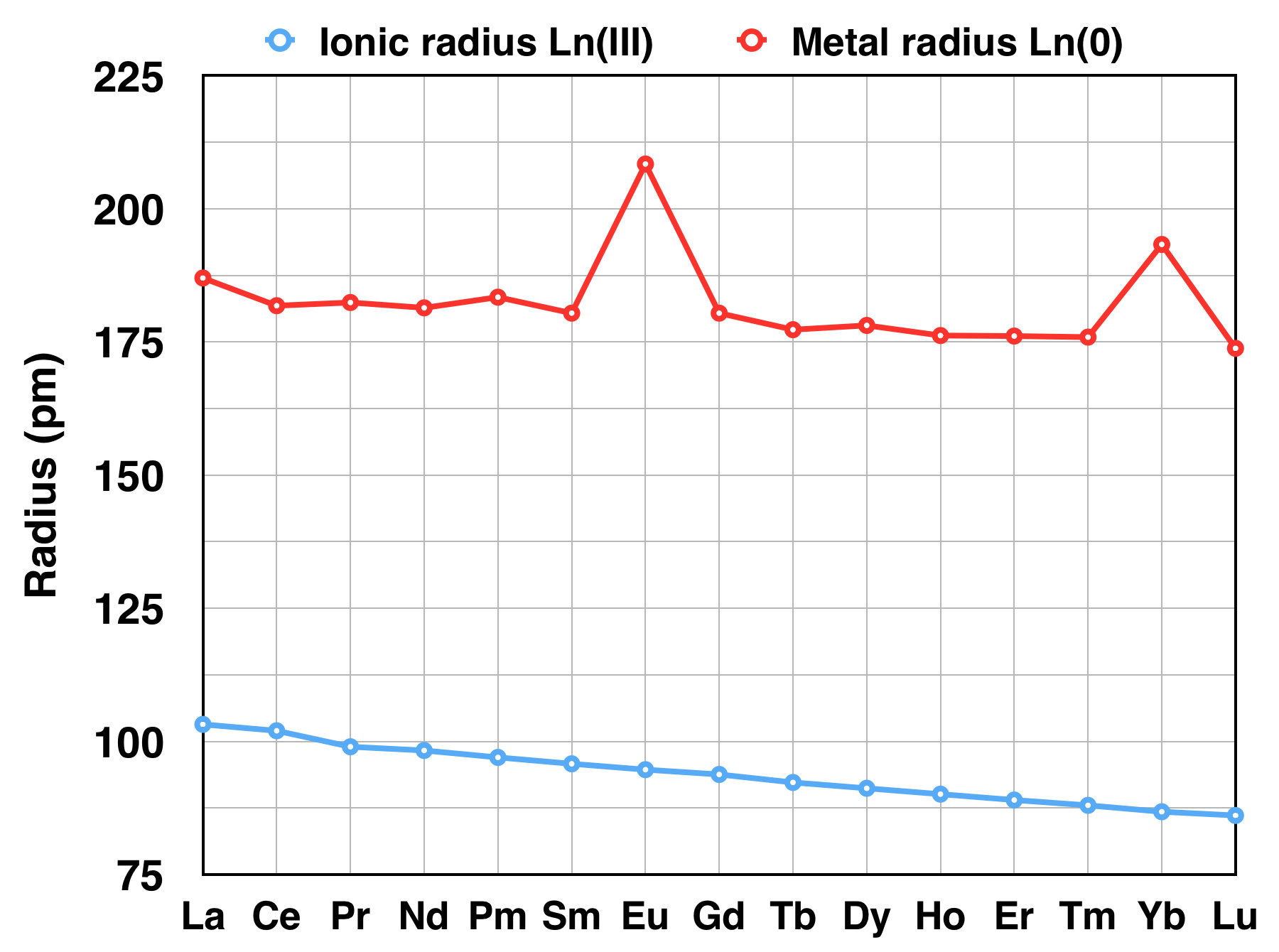
Variació del radi atòmic dels lantanoides Ln i radi iònic dels cations Ln^3+. S'observa una disminució molt regular en avançar a la sèrie a causa de l'increment de la càrrega nuclear i a què els electrons se situen tots en els orbitals 4f. Els màxims són deguts a configuracions dels orbitals 4f plens o semiplens.

Al llarg del següent període, el patró de variació de les energies orbitals és similar a l'immediatament anterior. Quan s’ha aconseguit la configuració del gas noble, el criptó, l’orbital 5s és més estable que els orbitals 4d. Per tant, els dos electrons següents entren a l'orbital 5s, però després els orbitals 4d cauen a una energia inferior als orbitals 5p, i la segona sèrie de transició regular comença amb l'element itri Y. Els electrons continuen afegint-se als orbitals 4d fins que aquests orbitals s’omplen completament a la posició de l'element cadmi, que té una configuració electrònica [Kr] 4d¹⁰5s². Els sis electrons següents entren als orbitals 5p fins que s'aconsegueix una altra configuració de gas noble a l'element xenó Xe. De manera anàloga als dos períodes anteriors, els dos electrons següents s'afegeixen al següent orbital disponible, és a dir, a l'orbital 6s, produint els dos elements següents, cesi Cs i bari Ba. En aquest punt, però, l’ordenació dels orbitals es torna més complexa del que havia estat anteriorment, ja que ara hi ha orbitals 4f no emplenats, així com els orbitals 5d, i els dos conjunts tenen aproximadament la mateixa energia. A l'element següent, el lantani La, s’afegeix un electró als orbitals 5d, però l'element immediatament següent, ceri, té dos electrons als orbitals 4f i cap als orbitals 5d. A través dels següents 12 elements, els electrons addicionals entren als orbitals 4f, tot i que els orbitals 5d només tenen una energia lleugerament superior. Aquest conjunt d’elements, que abasta des del lantani, on els orbitals 4f encara estaven buits o a punt d’omplir-se, passant pel luteci Lu, en què els orbitals 4f estan completament omplerts per 14 electrons, constitueixen els lantanoides, esmentats anteriorment. En aquest punt, els següents orbitals disponibles són els orbitals 5d, i els elements del hafni Hf a l'or Au, la tercera sèrie de transició regular, corresponen al farciment successiu d’aquests orbitals 5d. Després d'aquesta sèrie, hi ha de nou que s'han d'omplir els orbitals 6p i, quan s'aconsegueix, s'arriba al radó de gas noble.

### Propietats físiques

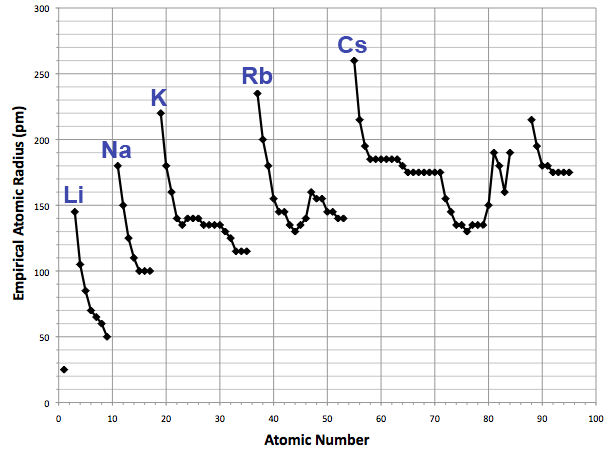
Els radis atòmics dels elements entre Z = 72 i Z = 79 tenen radis inferiors al que hom esperaria per les tendències anteriors. Això és degut a la contracció dels lantanoides.

Les semblances més sorprenents que comparteixen els elements en qüestió són que tots són metalls densos i que la majoria són durs, forts i brillants, tenen punts de fusió i ebullició elevats i són bons conductors de la calor i de l'electricitat.

Els radis atòmics disminueixen en avançar en el període. Una de les raons de la semblança generalment estreta entre els elements de la 2a i 2a sèrie de transició d’un grup determinat és l’anomenada contracció lantanoide. La sèrie d’elements coneguts com a lantanoides es troba entre la segona i la tercera sèrie de transició regular i està formada pel farciment dels orbitals 4f. Els orbitals 5d i 6s, que són els orbitals de capa de valència per als elements de la tercera sèrie de transició, estan protegits de manera imperfecta pels electrons 4f de l'augment de la càrrega nuclear. En conseqüència, es produeix una contracció constant de la mida d’aquests orbitals a través de la sèrie d’elements lantanoides, amb el resultat net que els radis atòmics i iònics del hafni, que segueixen immediatament la sèrie dels lantanoides, són gairebé idèntics als radis corresponents del zirconi, que es troba just a sobre del grup 4. Com que els àtoms de zirconi i hafni tenen mides gairebé idèntiques, així com configuracions electròniques anàlogues en tots els seus estats d’oxidació, la seva química i les propietats dels seus compostos són extremadament similars; de fet, és molt difícil separar els dos elements a causa de la gran similitud en les propietats dels seus compostos.

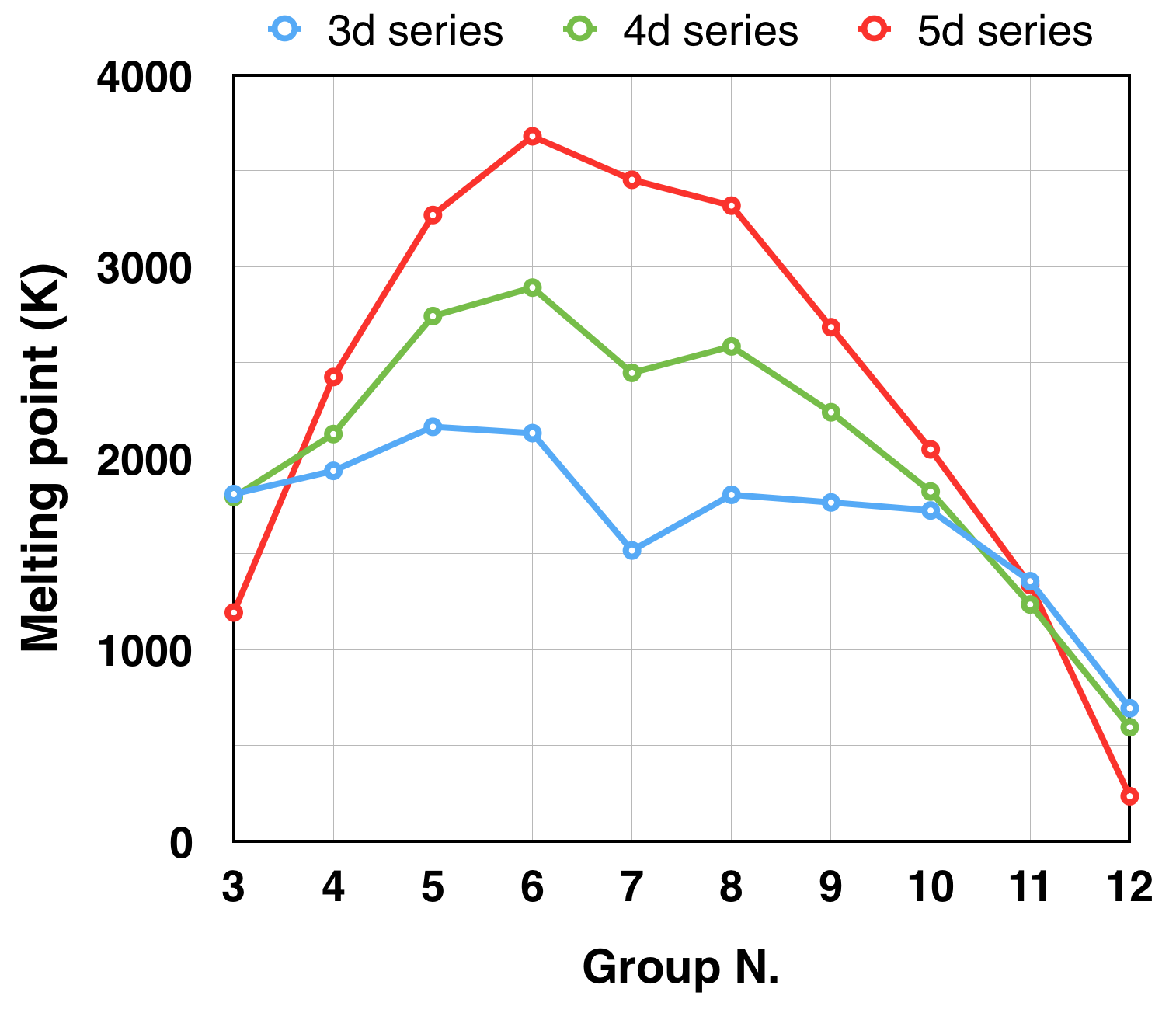
Punts de fusió dels elements del 4t, 5è i 6è períodes (sèries 3d, 4d i 5d) en funció del grup de la taula periòdica.

Són metalls amb elevada densitat degut a que tenen uns radis atòmics petits i empaquetaments compactes, incrementant-se en avançar dins del període i baixar lleugerament al final de la 2a i 3a sèries. Dins dels grups s'incrementa la densitat del 4t període al 6è. A la darrera sèrie són més altes que el que hom esperaria degut a que els radis són pràcticament iguals als de la 2a sèrie a causa de la contracció dels lantanoides.
La variació dels punts de fusió és regular als tres períodes, a partir del grup 3 creix fins a assolir un màxim al grup 6 (excepte a la 1a sèrie que, per poc, apareix el màxim al grup 5) i després descendeix. Dins de cada grup el valor més alt el té l'element del 6è període (excepte al grups 3 on és el més baix). El valor més alt correspon al tungstè amb 3 422 °C.
La resistivitat elèctrica disminueix des del primer element al grup 3 cap al darrer al grup 11, essent aquest els elements amb més baixa resistivitat de la taula periòdica. Al grup 7, on s'assoleix una configuració electrònica semiplena dels orbitals d, això és d⁵, es produeix una desviació considerable amb un màxim de resistivitat.
| Grup                              | 3     | 4     | 5     | 6     | 7     | 8     | 9     | 10    | 11    |
| Elements                          | Sc    | Ti    | V     | Cr    | Mn    | Fe    | Co    | Ni    | Cu    |
| --------------------------------- | ----- | ----- | ----- | ----- | ----- | ----- | ----- | ----- | ----- |
| Radi atòmic (pm)                  | 160   | 140   | 135   | 140   | 140   | 140   | 135   | 135   | 135   |
| Densitat (g/cm³)                  | 2,80  | 4,11  | 5,5   | 6,3   | 5,95  | 6,98  | 7,75  | 7,81  | 8,02  |
| Punt de fusió (°C)                | 1 541 | 1 668 | 1 910 | 1 907 | 1 246 | 1 538 | 1 495 | 1 455 | 1 085 |
| Resistivitat a 20 °C (Ω·m) × 10–8 | 56,2  | 42,0  | 19,7  | 12,5  | 144   | 9,61  | 6,24  | 6,93  | 1,678 |
| Elements                          | Y     | Zr    | Nb    | Mo    | Tc    | Ru    | Rh    | Pd    | Ag    |
| Radi atòmic (pm)                  | 180   | 155   | 145   | 145   | 135   | 130   | 135   | 140   | 160   |
| Densitat (g/cm³)                  | 4,24  | 5,8   | 8,57  | 9,33  | 11    | 10,65 | 10,7  | 10,38 | 9,32  |
| Punt de fusió (°C)                | 1 526 | 1 855 | 2 477 | 2 623 | 2 157 | 2 334 | 1 964 | 1 555 | 961,8 |
| Resistivitat a 20 °C (Ω·m) × 10–8 | 59,6  | 42,1  | 15,2  | 5,34  | 20    | 7,1   | 4,3   | 10,54 | 1,587 |
| Elements                          | La    | Hf    | Ta    | W     | Re    | Os    | Ir    | Pt    | Au    |
| Radi atòmic (pm)                  | 195   | 155   | 145   | 135   | 135   | 130   | 135   | 135   | 135   |
| Densitat (g/cm³)                  | 5,94  | 12    | 15    | 17,6  | 18,9  | 20    | 19    | 19,77 | 17,31 |
| Punt de fusió (°C)                | 920   | 2 233 | 3 017 | 3 422 | 3 186 | 3 033 | 2 446 | 1 768 | 1 064 |
| Resistivitat a 20 °C (Ω·m) × 10–8 | 61,5  | 33,1  | 13,1  | 5,28  | 19,3  | 8,1   | 4,71  | 10,5  | 2,21  |

### Propietats químiques

#### Els elements de la primera sèrie de transició

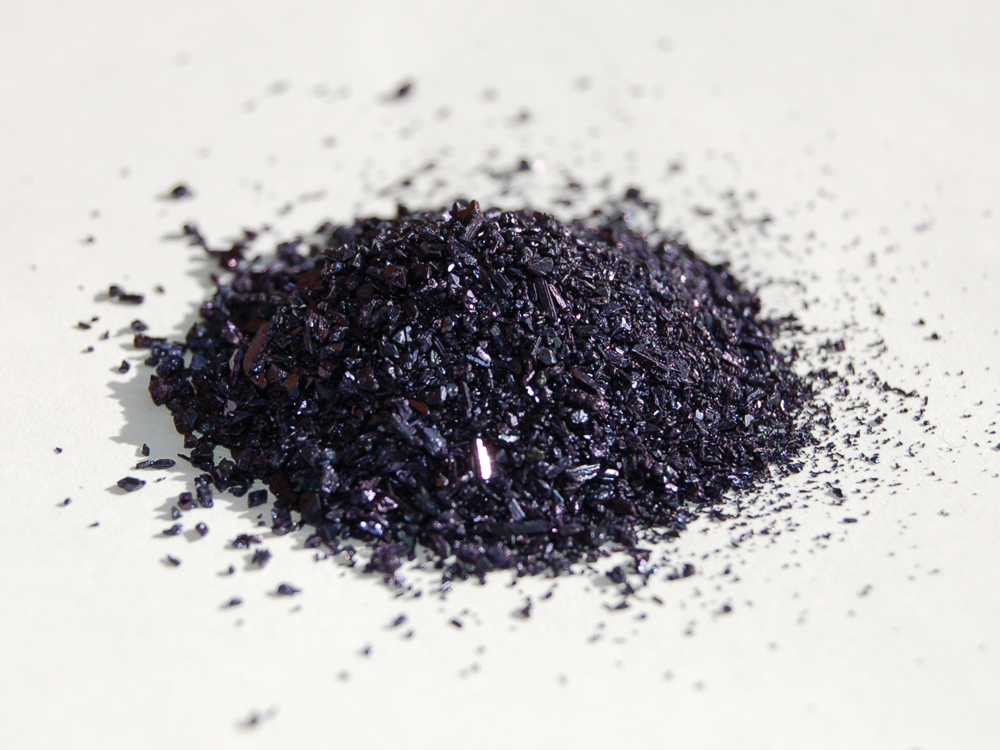
Permanganat de potassi KMnO4.

Tot i que els metalls de transició tenen moltes similituds químiques generals, cadascun té una química pròpia detallada. Les relacions més properes solen trobar-se entre els tres elements de cada grup de la taula periòdica, tot i que dins de cada grup l'element de la primera sèrie sol diferir més dels altres dos que no pas els uns dels altres. La majoria dels elements de la primera sèrie són més familiars i tècnicament importants que els membres més pesants del seu grup.

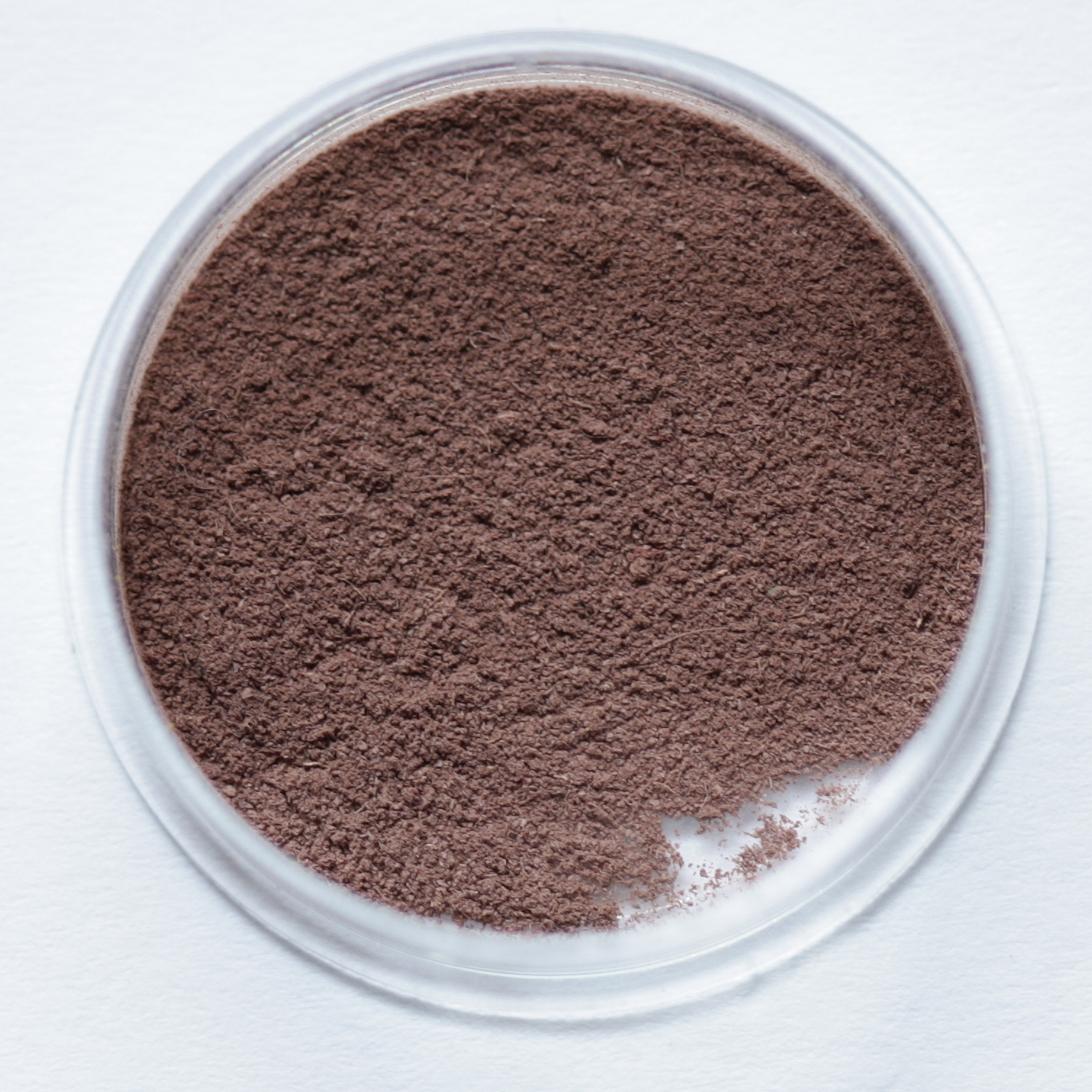
Ferrat de bari BaFeO4.

Algunes de les tendències químiques que es poden trobar a la primera sèrie de transició són:
1. Del titani al manganès, l'estat d'oxidació més alt que presenten, que sol trobar-se només en oxoanions, fluorurs o clorurs, correspon al nombre total d'electrons 3d i 4s de l'àtom. L'estabilitat d’aquest estat d’oxidació més elevat disminueix del titani a l'estat +4 al manganès a l'estat +7. Després del manganès, és a dir, per al ferro, el cobalt i el níquel, no es produeixen estats d’oxidació corresponents a la pèrdua de tots els electrons 3d i 4s; els estats d'oxidació més elevats en general es tornen progressivament més difícils d'aconseguir perquè l'augment de la càrrega nuclear fa que els electrons 3d estiguin més lligats al nucli atòmic. Els estats d’oxidació molt elevats es produeixen només per al crom (+5, +6), el manganès (+5, +6, +7) i el ferro (+5, +6) i a part dels fluorurs, com el fluorur de crom(V) {\displaystyle {\ce {CrF5}}} (amb crom en estat +5) i fluorur de crom(VI) {\displaystyle {\ce {CrF6}}} (amb crom en estat +6) i oxofluorurs com el fluorur de triòxid de manganès, {\displaystyle {\ce {MnO3F}}} (amb manganès en estat +7), la principal química d'aquests estats d’oxidació són els d'oxoanions com el permanganat {\displaystyle {\ce {MnO4-}}} (estat +7), cromat {\displaystyle {\ce {CrO4^2-}}} (estat +6), i ferrat {\displaystyle {\ce {FeO4^2-}}} (estat +6). Tots aquests compostos són potents agents oxidants.[7]Estructura del cromat d'argent {\displaystyle {\ce {Ag2CrO4}}} on s'observa la disposició tetraèdrica de l'anió cromat {\displaystyle {\ce {CrO4^2-}}}.

Estructura del cromat d'argent Ag2CrO4 on s'observa la disposició tetraèdrica de l'anió cromat CrO4^2-.

2. Els òxids de cada element es tornen més àcids amb l’augment del nombre d’oxidació, i els halurs són més covalents i susceptibles a la hidròlisi.
3. En els oxoanions característics dels estats d’oxidació més elevats, l’àtom metàl·lic està envoltat tetraèdricament d’àtoms d'oxigen, mentre que en els òxids formats en els estats d’oxidació inferiors els àtoms solen estar coordinats octaèdricament.
4. En els estats d’oxidació +2 i +3, els complexos en solució aquosa o en cristalls solen estar coordinats entre quatre, cinc o sis.
5. Els estats d’oxidació inferiors a +2 no es troben a les químiques habituals dels metalls de transició, llevat del coure. Els estats d'oxidació més baixos són, però, assolibles per a tots els elements que fan servir lligands del tipus monòxid de carboni.[7]

#### Els elements de la segona i tercera sèrie de transició

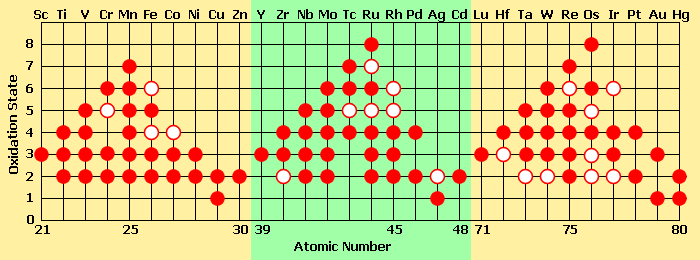
Estats d'oxidació dels elements de transició. S'observa que s'assoleixen els valors més alts i més variats als elements situats al mig de la sèrie.

Tot i que els elements de la segona i tercera sèrie de transició per a un grup determinat tenen propietats químiques similars a les de l'element de la primera sèrie, mostren tanmateix diferències definitives respecte a l'element més lleuger del grup. Els següents exemples il·lustren aquest punt: 
1. Tot i que el cobalt (de la primera sèrie) forma un nombre considerable de complexos de coordinació tetraèdrics i octaèdrics en el seu estat d’oxidació +2, i aquest estat és característic en la química aquosa ordinària, els estats +2 del rodi (segona sèrie) i iridi (tercera sèrie) són rars i relativament poc importants.
2. L'ió manganès(2+) {\displaystyle {\ce {Mn^2+}}} és molt estable i té una importància principal en la química del manganès, però per al tecneci i el reni l'estat d'oxidació +2 és poc més que una curiositat de laboratori.
3. El crom en el seu estat +3 forma un gran nombre de complexos de coordinació, que constitueixen un dels aspectes més coneguts de la química de l'element; mentre que els estats +3 de molibdè i tungstè no són estats particularment estables en cap condició i formen només alguns complexos de coordinació.Estructura tetraèdrica de l'anió pertecnetat {\displaystyle {\ce {TeO4-}}} al pertecnat de sodi {\displaystyle {\ce {NaTeO4}}}.

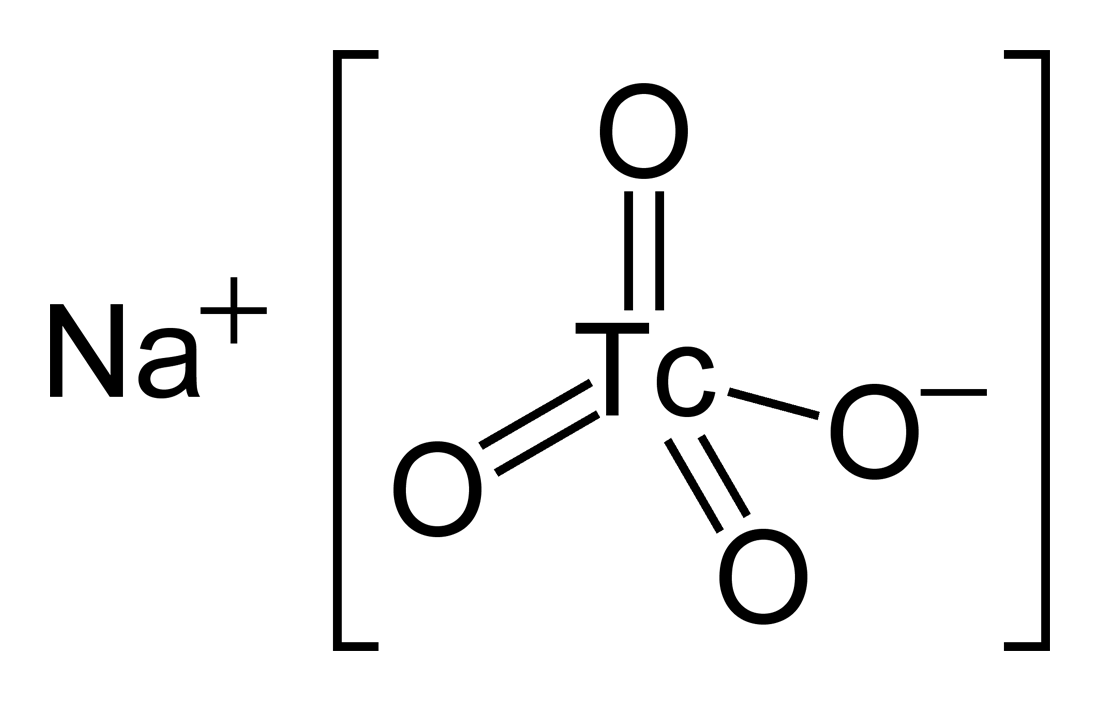
Estructura tetraèdrica de l'anió pertecnetat TeO4- al pertecnat de sodi NaTeO4.

4. Els anions oxo dels elements de primera fila en els seus estats d’oxidació més alts, per exemple, el cromat i el permanganat, són poderosos agents oxidants la química dels quals és essencialment restringit a aquesta funció; mentre que els seus anàlegs estequiomètrics, com el molibdat (molibdè, estat +6), tungstat (tungstè, estat +6), pertecnetat (tecneci, estat +7) i perrenat (reni, estat +7), són força estables i tenen química extensa i diversa.

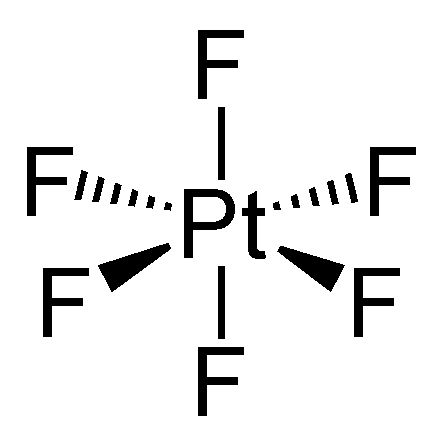
Estructura octaèdrica del fluorur de platí(VI)

Hi ha, però, alguns casos en què es poden trobar analogies força vàlides i útils entre la química de l'element més lleuger i els dos elements més pesants del grup. Per exemple, la química dels complexos de coordinació del rodi en estat +3 és, en general, força similar a la dels complexos de cobalt en estat +3. En general, però, hi ha diferències més consistents que les similituds entre el primer element i els elements més pesants de cada grup.
Per als metalls de transició més pesants, els estats d’oxidació més elevats són generalment més estables que els casos de la primera sèrie de transició; això és cert no només, com s'ha esmentat, per a les propietats dels oxoanions, sinó per al halurs més alts també. Així, els elements més pesants formen compostos com l'òxid de ruteni(VIII) {\displaystyle {\ce {RuO4}}}, clorur de tungstè(VI) {\displaystyle {\ce {WCl6}}}, fluorur de platí(VI) {\displaystyle {\ce {PtF6}}}, etc., que no tenen anàlegs entre els elements de primera fila, mentre que la química dels ions aquo amb estats d’oxidació més baixos, especialment +2 i +3, que és una part tan dominant de la química dels elements més lleugers, és relativament poc important per a la majoria dels més pesants.
Una de les raons de la semblança generalment estreta en química entre els elements de la segona i tercera sèrie de transició d’un grup determinat és l’anomenada contracció lantanoide. Com ja s’ha descrit, es produeix una contracció constant de la mida a través de la sèrie d’elements lantanoides, amb el resultat net que els radis atòmics i iònics del hafni, que segueixen immediatament la sèrie dels lantanoides, són gairebé idèntics als radis corresponents del zirconi, que es troba just a sobre del grup 4. Com que els àtoms de zirconi i hafni tenen mides gairebé idèntiques, així com configuracions electròniques anàlogues en tots els seus estats d’oxidació, la seva química i les propietats dels seus compostos són extremadament similars; de fet, és molt difícil separar els dos elements a causa de la gran similitud en les propietats dels seus compostos. En moure’s al llarg de la tercera sèrie de transició, hi ha una divergència constant però lenta en les propietats del segon i del tercer element de cada grup, de manera que, al final, existeixen considerables diferències entre les del pal·ladi i del platí i de l'argent i l'or. Les diferències no són tan grans, però, com es podria esperar si no hagués intervingut la contracció lantanoide per evitar una major disparitat en les mides orbitals. Tot i que el niobi i el tàntal no són tan similars com el zirconi i l’afni, les diferències entre ells són lleus i, de la mateixa manera, el molibdè i el tungstè, el tecneci i el reni, el ruteni i l’osmi i el rodi i l’iridi presenten semblances marcades en les seves químiques.

## Funcions biològiques dels metalls de transició

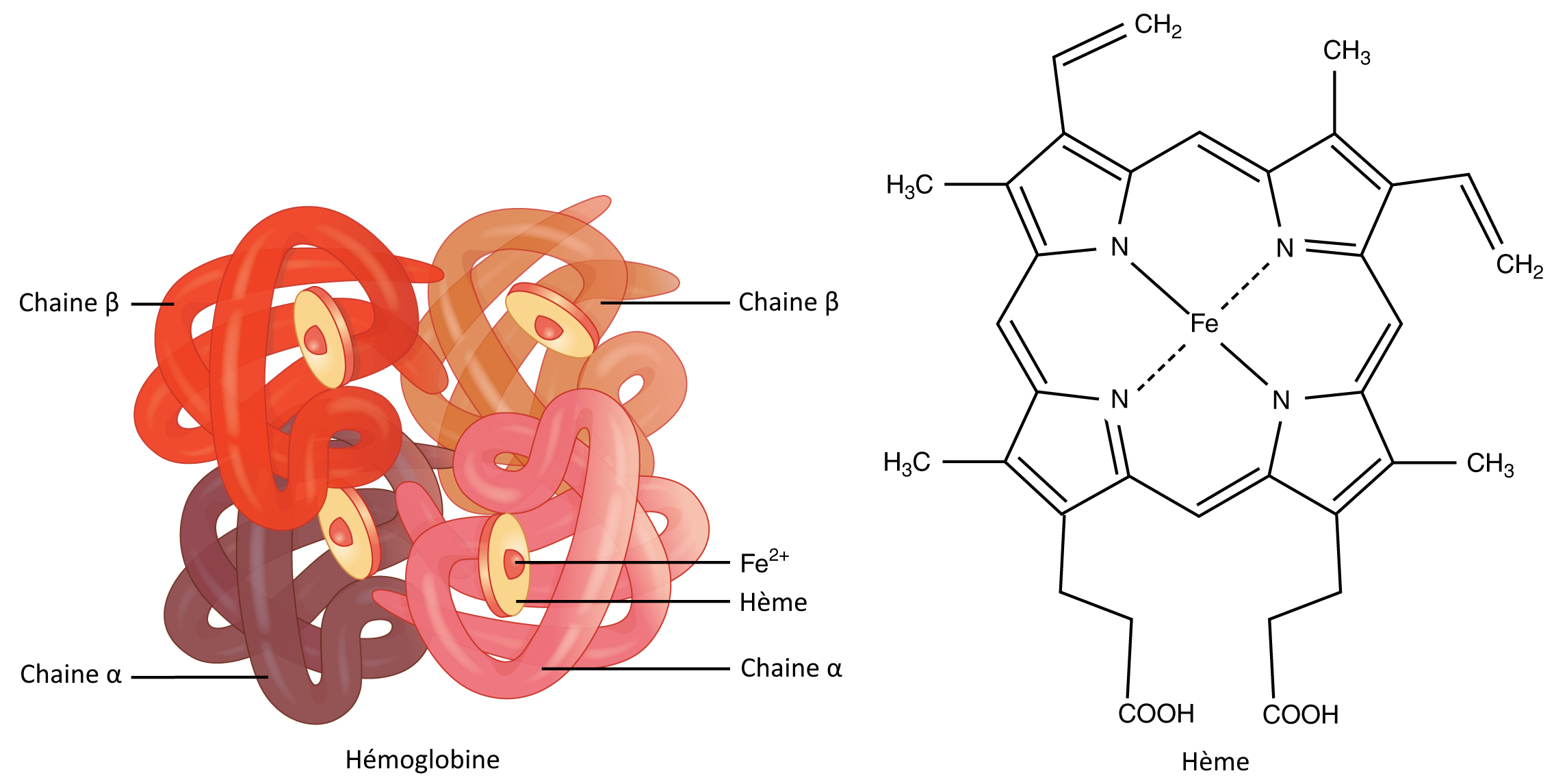
Hemoglobina i grup hemo

Diversos metalls de transició són importants per a la química dels sistemes vius, els exemples més coneguts són el ferro, el cobalt, el coure i el molibdè. El ferro és, amb diferència, el metall de transició més estès i important que té una funció en els sistemes vius; les proteïnes que contenen ferro, com la hemoglobina, participen en dos processos principals, el transport d’oxigen i les reaccions de transferència d’electrons (és a dir, oxidació-reducció). També hi ha una sèrie de substàncies que actuen per emmagatzemar i transportar el ferro mateix.

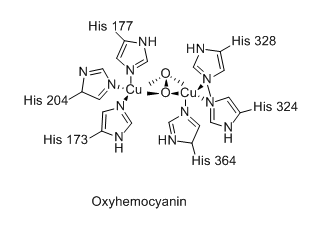
Oxihemocianina

Tot i que s’entén que el cobalt és un oligoelement essencial en la nutrició animal, l’únic coneixement químic detallat de la seva acció bioquímica té a veure amb la vitamina B12 i els seus coenzims. Aquestes molècules contenen un àtom de cobalt unit en un anell macrocíclic anomenat corrina, que és similar a un anell de porfirina. El coure es troba tant en plantes com en animals i s’han aïllat nombroses proteïnes que contenen coure. La sang de molts animals inferiors, com ara mol·luscs, cefalòpodes, gastròpodes i decàpodes, conté proteïnes respiratòries anomenades hemocianines, que contenen àtoms de coure i semblen unir una molècula d’oxigen per dos àtoms de coure. El sèrum humà conté una glicoproteïna anomenada ceruloplasmina, la molècula de la qual conté vuit àtoms de coure; la seva funció biològica encara és incerta. Altres proteïnes, anomenades cerebrocupreïna, eritrocupreïna i hepatocupreïna, que es troben al cervell, eritròcits i fetge dels mamífers, respectivament, contenen aproximadament el 60 % del coure total d’aquests teixits; encara es desconeixen les seves funcions. Hi ha diversos enzims que contenen coure; en són exemples (1) àcid ascòrbic oxidasa (una oxidasa és un enzim oxidant), que conté vuit àtoms de coure per molècula; està àmpliament distribuït en plantes i microorganismes; (2) citocrom oxidasa, que conté hem i coure en una proporció 1: 1; (3) les tirosinases, que catalitzen la formació de melanina (pigments de color negre-marró que es produeixen al pèl, a la pell i a la retina d’animals superiors) i forem els primers enzims en què es va demostrar que el coure era essencial pel seu funcionament.
El vanadi es produeix àmpliament al petroli, sobretot el de Veneçuela, i es pot aïllar com a complexos de porfirina, l'origen del qual no es coneix. El vanadi és present en altes concentracions en cèl·lules sanguínies (vanadòcits) de certs ascidis (esquitxades marines), aparentment en una substància curiosa, complexa i poc entesa que conté proteïnes anomenada hemovanadina, que es creu que serveix per al transport d’oxigen. Es creu que el molibdè és un oligoelement necessari en les dietes animals, però no s’han establert la seva funció i els nivells mínims. Els bacteris fixadors de nitrogen utilitzen enzims que contenen tant molibdè com ferro. Un d’aquest enzims, o almenys una part d’aquest, que s’ha aïllat en estat cristal·lí, conté dos àtoms de molibdè i 40 àtoms de ferro. Aquesta proteïna en associació amb una altra, que només conté ferro, pot catalitzar la reducció del nitrogen gasós a compostos nitrogenats.

## Aplicacions

### 1a sèrie de transició
- Escandi. L'escandi i l'alumini donen aliatges molt resistents i durables que es fa servir en material esportiu de gamma alta com bats de beisbol, quadres de bicicletes i pals de golf. També, com que és inert a les aigües salades, s’usa en la construcció de vaixells i dessaladores. L'òxid d'escandi {\displaystyle {\ce {Sc2O3}}} s'empra en làmpades de descàrrega d'alta intensitat per a il·luminar estadis, escenaris, etc. i el iodur d'escandi {\displaystyle {\ce {ScI3}}}, afegit a les làmpades de vapor de mercuri, augmenta la intensitat de la llum i dona una tonalitat similar a la de la llum solar.[9] L'escandi s'utilitza com a catalitzador per a convertir l'àcid acètic en acetona i compostos cíclics.[10]El Museu Guggenheim de Bilbao està revestit de plaques de titani.

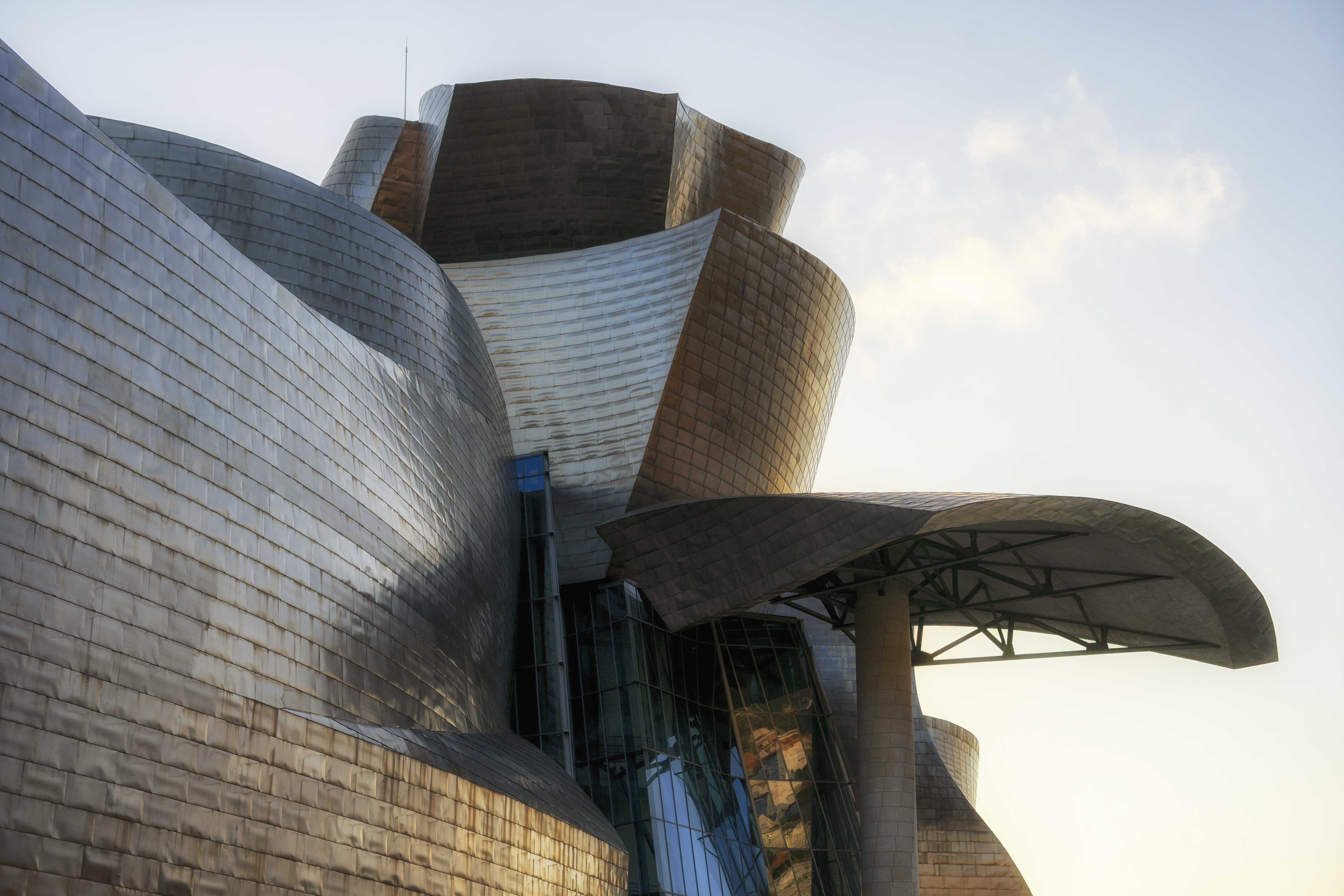
El Museu Guggenheim de Bilbao està revestit de plaques de titani.

- Titani. El titani és usat aliat amb ferro en els acers perquè millora la refinació del gra i actua com a element desoxidant, i també és usat en acers inoxidables per a reduir-ne el contingut de carboni. Gràcies a la seva resistència a les altes temperatures, a la tracció, a la fatiga i a la corrosió, el titani i els seus aliatges s'utilitzen en la indústria militar (blindatge i míssils), en l'aeronàutica (aeronaus i naus espacials), en la fabricació de vaixells i en el revestiment d'edificis. L'òxid de titani(IV) {\displaystyle {\ce {TiO2}}} és molt utilitzat com a pigment blanc intens i com a opacificant en paper, pintures, plàstics, alimentació, productes farmacèutics, etc. El titani és biocompatible, raó per la qual s'empra en instruments quirúrgics, implants mèdics i dentals i de pírcings. Per la seva lleugeresa i resistència s'usa en la fabricació de bicicletes, cadires de rodes, crosses, raquetes de tenis, ulleres, etc.[9]
- Vanadi. La principal aplicació del vanadi és l'aliatge ferrovanadi que s'utilitza com a additiu en la fabricació d'acers per a millorar les propietats mecàniques del ferro: eines, eixos de vehicles, ganivets, engranatges, blindatge de vehicles, etc. El vanadi, afegit a aliatges de titani i alumini, en millora la resistència mecànica i hi proporciona estabilitat a altes temperatures; aquests aliatges s'empren en la fabricació dels motors dels avions.[9] Elpentaòxid de divanadi {\displaystyle {\ce {V2O5}}} s'utilitza per a catalitzar l'oxidació de diòxid de sofre {\displaystyle {\ce {SO2}}} a triòxid de sofre {\displaystyle {\ce {SO3}}}en la producció d'àcid sulfúric.[10]

Esquema d'una pila alcalina.

- Esquema d'una pila alcalina.Crom. El crom, gràcies a l’alta resistència a la corrosió, s'empra aliat amb ferro per a fabricar acer inoxidable (10 % – 30 % de crom)[11] i en el recobriment mitjançant electrodeposició (cromat) de tot tipus de peces (metàl·liques, plàstiques) per a donar-los duresa i un acabat brillant inalterable. Els superaliatges de crom, resistents a la calor i a la corrosió, s'usen en la fabricació de motors d'avions i turbines de gas. Per la seva resistència a les altes temperatures, el crom s'utilitza com a element refractari en la fabricació de motlles per a la cocció de maons, per als forns de ciment i per a la fosa de metalls. L'òxid de crom(III) {\displaystyle {\ce {Cr2O3}}} dona al vidre el color verd i és un dopant del corindó (òxid d'alumini {\displaystyle {\ce {Al2O3}}}) que li confereix color vermell; s'utilitza en la fabricació de robins sintètics. Aliat amb el cobalt i el molibdè s'empra per fabricar stents coronaris de cara a reduir l'estenosi de les artèries coronàries (entre d'altres) que podrien originar infarts.[9] L'alum de crom {\displaystyle {\ce {KCr(SO4)2.12(H2O)}}} i el sulfat de crom(III) {\displaystyle {\ce {Cr2(SO4)3}}} s'utilitzen en l'adoberia de les pells.[12]
- Manganès. El manganès millora les propietats mecàniques dels acers i els confereix resistència al desgast, emprant-se en la fabricació de caixes de cabals, rodaments i eines de tall. És utilitzat en aliatge amb l'alumini en la fabricació de llaunes per a refrescos, perquè incrementa la resistència enfront de la corrosió. Un complex del manganès s'addiciona a la gasolina per a augmentar-ne l'índex d'octà. La reacció redox del diòxid de manganès {\displaystyle {\ce {MnO2}}} amb el zinc en medi d'hidròxid de potassi s'empra a les piles alcalines. El manganès s'usa com a pigment marró en la fabricació de pintures,[9] i el diòxid de manganès s'empra com a pigment negre de ceràmiques.[13]
- Ferro. El ferro és el metall més utilitzat en l'obtenció de tota mena d'acer per a construir maquinària, automòbils, estructures, eines, etc. Els catalitzadors de ferro s'utilitzen en la síntesi industrial d'amoníac. El clorur de ferro(III) {\displaystyle {\ce {FeCl3}}} s'usa com a purificador d'aigües, en el tractament d'aigües residuals, com a colorant vermell en pintures i teixits, en el gravat industrial del coure per a la fabricació de circuits impresos. El sulfat de ferro(III) {\displaystyle {\ce {Fe2(SO4)3}}} és un agent reductor que s'empra en la reducció de cromats en el ciment, i per a enriquir els aliments i tractar l'anèmia.[9]

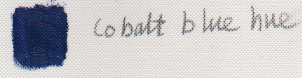
Pigment blau de cobalt.

- Pigment blau de cobalt.Cobalt. L'estabilitat enfront de les variacions de temperatura i l'alta resistència i duresa que proporciona el cobalt als acers el fan útil en la fabricació de motors i turbines dels avions, i d'eines de tall. Aliat amb samari s'empra com imant amb una alta resistència a la desimantació, que s'instal·len en els motors de cotxes elèctrics perquè funcionen bé a altes temperatures. També l'aliatge ferro-cobalt té propietats magnètiques, i s'empra en forma de nanoaliatge per a mecanismes de segellat. Alguns d'aquests imants també s'utilitzen en els fonocaptadors (pastilles) de les guitarres elèctriques. S'utilitza en la fabricació de pigments per a pintures, vidres blaus i ceràmiques. Així mateix s'usa com a càtode en moltes bateries recarregables com ara les d'ió liti. L'isòtop cobalt 60 produeix raigs gamma que s'utilitzen per a esterilitzar instruments quirúrgics, en controls industrials. L'elgiloy, aliatge de cobalt (40 %), níquel (20 %), crom (20 %) i molibdè, manganès i ferro en petites quantitats, s'usa en ortodòncia.[9]Fils de coure d'un conductor elèctric.

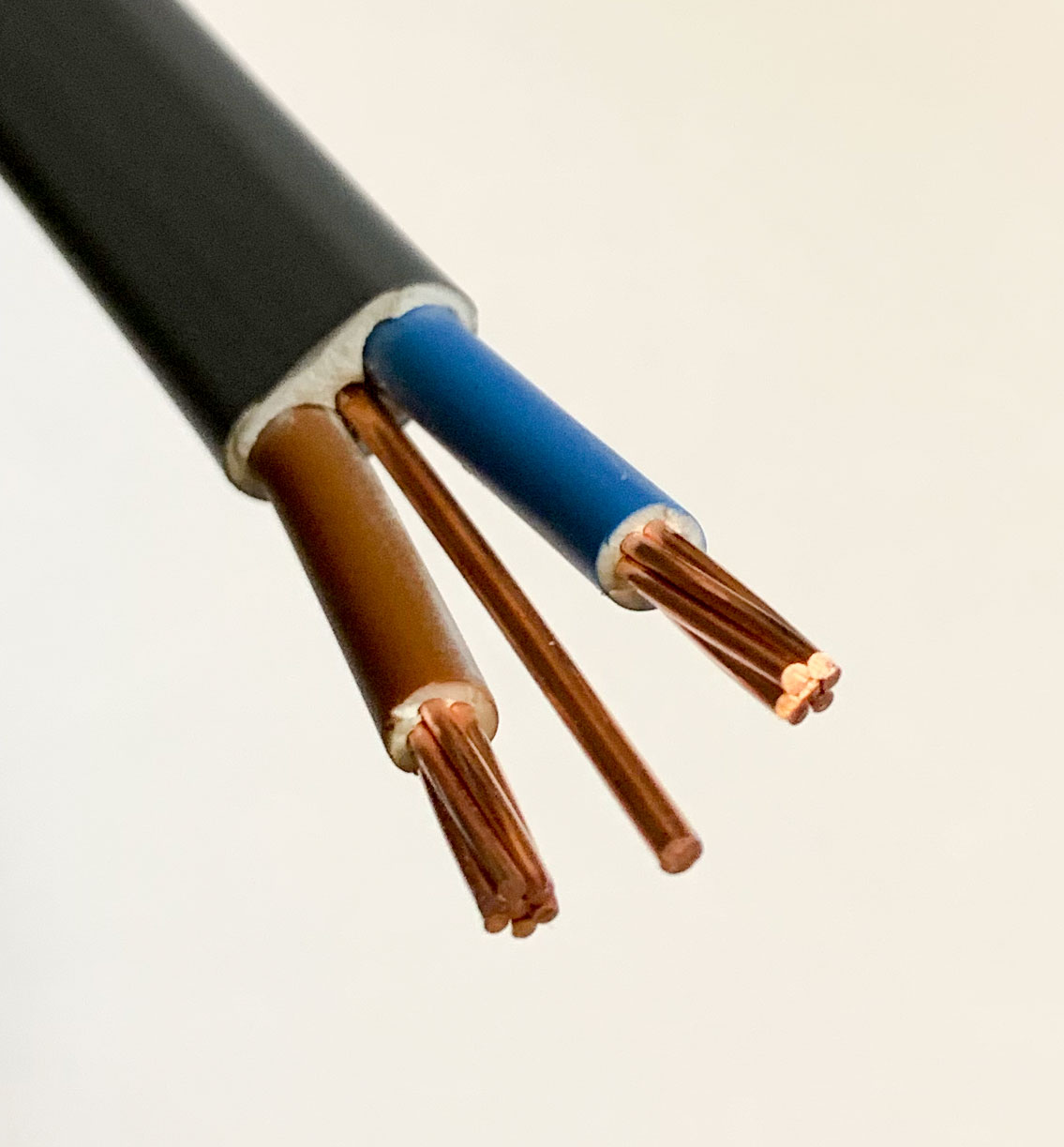
Fils de coure d'un conductor elèctric.

- Níquel. El níquel s'empra en la fabricació d'acers inoxidables austenítics (amb més d'un 7 % de níquel). A l'aliatge de coure-níquel permet una millor resistència a la corrosió marina, a la contaminació biològica i una millor ductilitat. S'utilitza en recobriments electrolítics antioxidants (niquelat). Forma un aliatge amb el titani que té «efecte memòria», i s'empra en correctors dentals i stents. S'empra en les bateries de níquel i hidrur metàl·lic i de sodi i níquel que treballen a altes temperatures. El níquel intervé en la fabricació dels imants permanents alnico, formats per alumini, níquel i cobalt sinteritzats. El níquel s'utilitza en la fabricació de monedes.[9]
- Coure. Per la seva baixa resistivitat elèctrica (1,678 × 10–8 Ωm a 20 °C), només superada per l'argent (1,587 × 10–8 Ωm a 20 °C),[8] s'utilitza en la fabricació de cable elèctric, per a fabricar components elèctrics, dispositius de transferència tèrmica i components electrònics (circuits impresos, bobinats i barres col·lectores). Per ser dúctil i mal·leable, s'empra en la fabricació de planxes, tubs i fils, així com de monedes. El llautó, aliatge de coure i zinc, s'empra en la fabricació d'instruments de vent i aixetes; i el bronze, aliatge de coure i estany, s'usa en la fabricació d'hèlixs, estàtues i campanes. Aliat amb l'argent s'empra en les catenàries de les vies dels trens, per a augmentar la temperatura de recristal·lització del coure i fer-lo així més resistent a les temperatures que assoleix amb la fricció del pantògraf. El sulfat de coure(II) {\displaystyle {\ce {CuSO4}}} s'utilitza com a fungicida i bactericida en agricultura.[9]

### 2a sèrie de transició

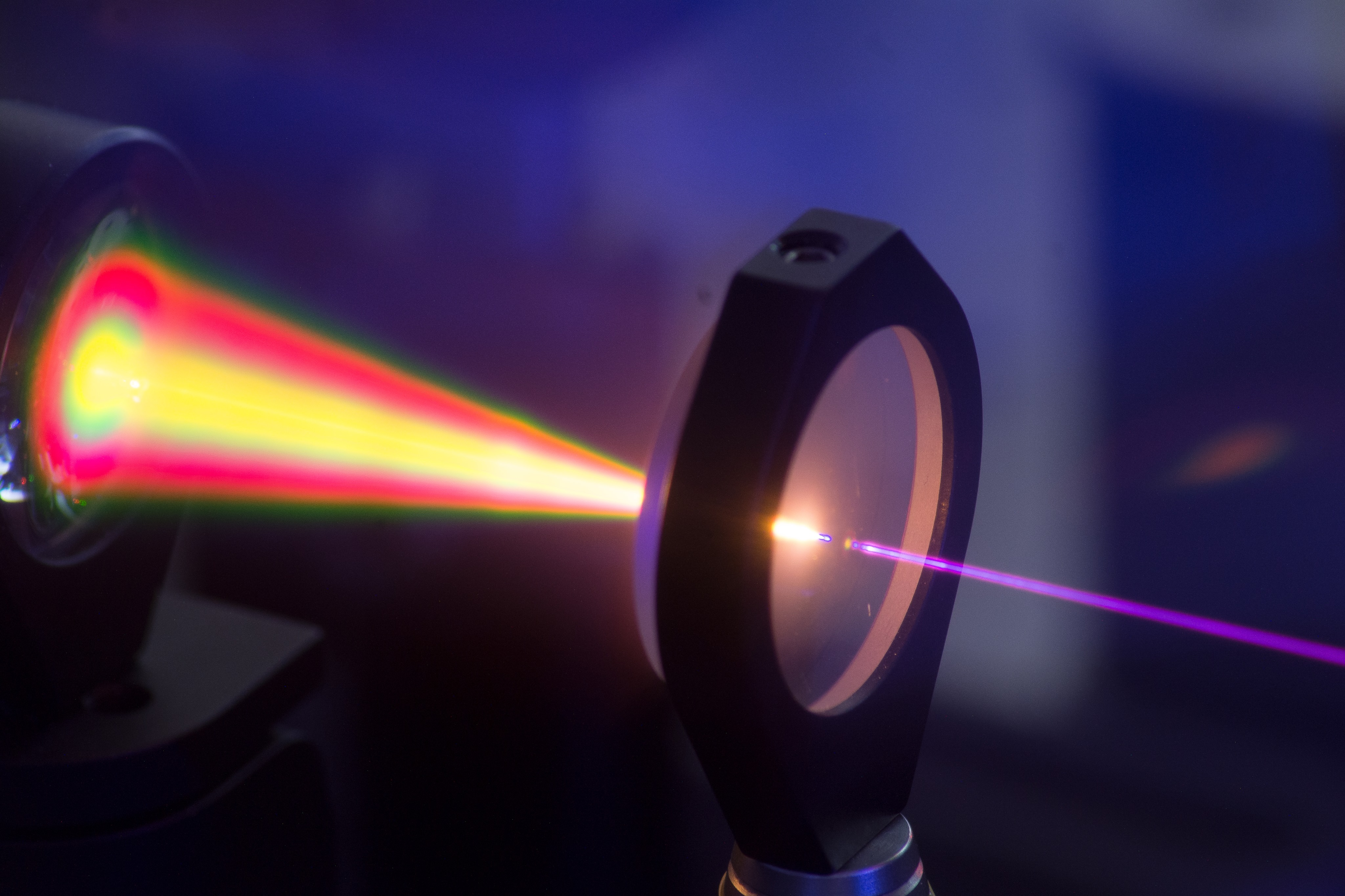
Làser YAG.

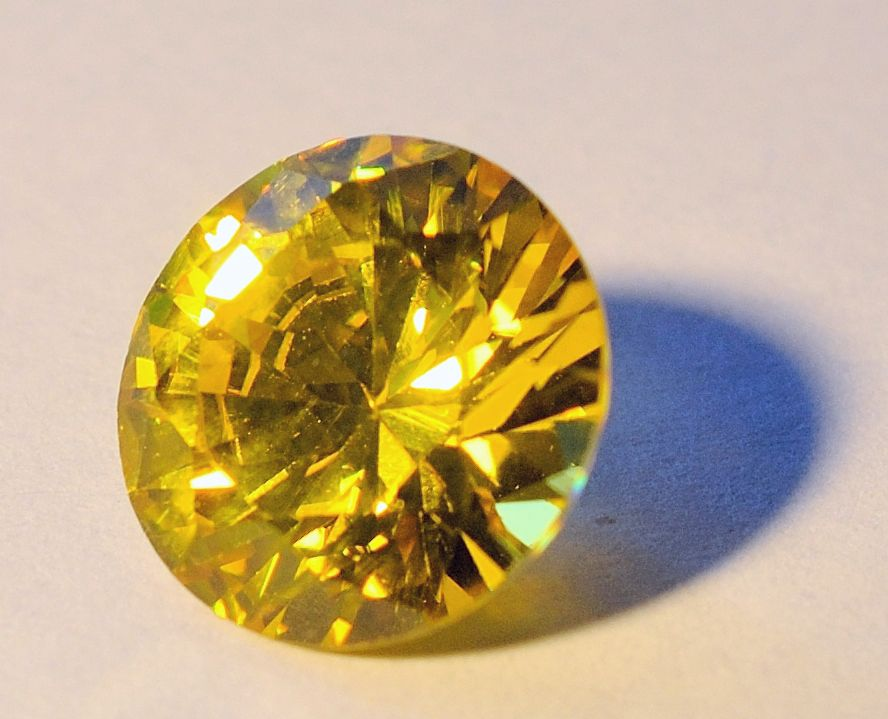
Zircònia groga.

- Zircònia groga.Itri. L'itri s'afegeix a aliatges de magnesi i alumini i aporta resistència a la corrosió. El granat sintètic, format per itri i alumini (YAG) i dopat amb neodimi, és el component bàsic dels potents làsers Nd:YAG usats en soldadures i en el tallat de materials. Té un ús destacat en la tecnologia dels díodes emissor de llum (LED) de color blanc i en els llums fluorescents. Activat pel terbi, és usat com a material fosforescent (fosforòfor) blau i lila en la fabricació de pantalles de plasma i LCD. L'òxid d'itri afegit al vidre i la ceràmica n'augmenta el punt de fusió i la resistència als cops. Els làsers NdYVO₄:YAG (neodimi-itri-vanadat/itri-alumini-granat) són de gran utilitat en oftalmologia, dermatologia i otorrinolaringologia. L'itri 90 és usat en el tractament dels càncers d'ossos, ovaris, pàncrees i de la leucèmia.[9]
- Zirconi. Amb zirconi es fabriquen barres dels elements combustibles dels reactor nuclears, en forma de l'aliatge zircaloy perquè té alta resistència a la corrosió i baixa captura de neutrons en la secció transversal. S'empra en la fabricació de revestiments ceràmics esmaltats, molt resistents a la calor a la vegada que actuen com a opacificants. Les parts dels motors de les turbines de gas que han de resistir altes temperatures per a produir més electricitat i menys diòxid de carboni {\displaystyle {\ce {CO2}}} estan protegides amb una fina capa ceràmica altament refractària, composta per un òxid de zirconi i itri. L'òxid de zirconi {\displaystyle {\ce {ZrO2}}} sintètic cúbic (zircònia) té una duresa de 8,5 en l'escala de Mohs i s'utilitza en la fabricació d'implants dentals i en pròtesis ceràmiques per a corregir la deformació dels dits (hallux rigidus), ja que és biocompatible i per a fabricar ganivets, rodaments mecànics i discos abrasius.[9] També s'empra en joieria com a gemma d'imitació per la seva duresa i alt índex de refracció (2,2076 per a llum de 632,8 nm).[14]
- Niobi. El niobi s'utilitza en la producció d'acer perquè li confereix duresa, acritud, millora la soldabilitat i redueix la seva densitat. Els acers inoxidables microaliats amb niobi s'utilitzen en components estructurals refractaris d'automòbils i aeronaus i en la fabricació de canonades de gas natural en zones àrtiques. S'utilitza en superaliatges de níquel, cobalt i ferro emprats en components de les toveres dels coets espacials. S'empra en la fabricació de condensadors perquè, gràcies a la seva constant dielèctrica alta, és capaç d'emmagatzemar càrregues elèctriques. Serveix per a produir camps magnètics molt forts, ja que és superconductor a baixes temperatures. Els camps magnètics produïts per l'aliatge niobi-titani fan aquest material útil per als equips de ressonància magnètica nuclear i en els acceleradors de partícules. S'afegeix al vidre per incrementar l'índex de refracció i fer més primes les lents correctives de les ulleres. El niobat de liti {\displaystyle {\ce {LiNbO3}}} s’utilitza en la fabricació de dispositius de comunicacions òptiques.[9]Stent coronari.

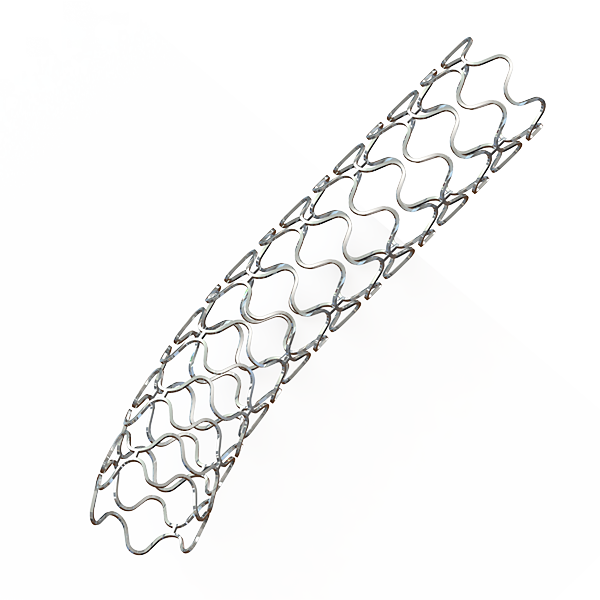
Stent coronari.

- Molibdè. El molibdè s'empra en acers ràpids; en superaliatges per a ganivets, rodaments i foses de ferro resistents a la corrosió, al desgast i a les altes temperatures, usades en la fabricació de peces per a aeronaus, contactes elèctrics i motors industrials. A la indústria del petroli s'empra com a catalitzador. El bisulfur de molibdè s'utilitza en forma de greix lubricant perquè resisteix altes temperatures de treball mecànic sense perdre les característiques lubricants i la consistència. El molibdè és un conductor elèctric ceràmic usat principalment com a filament en aparells que funcionen a temperatures elevades. El molibdat de sodi {\displaystyle {\ce {Na2MoO4}}}s'utilitza com a fertilitzant en els conreus de coliflor. Actualment s'utilitza el molibdè, aliat amb el cobalt i el crom, per fabricar stents coronaris per reduir l'estenosi de les artèries coronàries (entre d'altres) que podrien originar infarts.[9]
- Tecneci. El tecneci 99m és un dels radiofàrmacs més utilitzats en procediments de diagnòstic de funcionament d'òrgans del cos humà (cor, cervell, tiroides, pulmons, ossos, sang). Emet radiació gamma de 140 KeV detectable pels aparells de gammagrafia.
- Ruteni. El ruteni aliat amb platí i pal·ladi serveix per a millorar la resistència al desgast que s'empren com a recobriment en els contactes elèctrics. L'addició d'un 0,1 % de ruteni al titani millora en cent vegades la resistència a la corrosió. Aliat amb molibdè es converteix en superconductor. Atès que és un catalitzador molt versàtil és de molta utilitat en diferents processos químics industrials. En joieria s'empra per a augmentar l'estabilitat de l'or i aliat amb pal·ladi per a fabricar joies. En la indústria electrònica s'empra en la fabricació de resistors.[9]
- Rodi. El rodi és un component dels convertidors catalítics per als tubs d'escapament dels vehicles, on completen la combustió del combustible. En les joies d'argent i or gris s'aplica una capa fina de rodi (rodiat) que millora l'aparença òptica i evita el desgast i l'oxidació de l'argent. És un catalitzador del procés de transformació dels hidrocarburs i de la producció d'àcid nítric. S'utilitza en la fabricació de contactes elèctrics que han de treballar amb molta freqüència i en la preparació de termoparells rodi-platí.[9]Convertidor catalític.

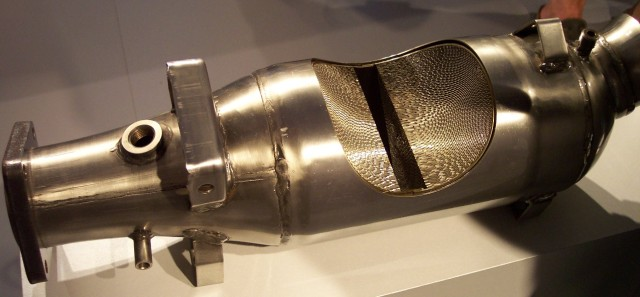
Convertidor catalític.

- Pal·ladi. El pal·ladi té com a principal aplicació els convertidors catalítics, usats en el craqueig del petroli, i de catalitzadors d'automòbils, on es completa la combustió del combustible. El pal·ladi s'usa com a reactiu en els reactors de membrana que s'empren en la producció d'hidrogen d'alta puresa i com a catalitzador en l'eliminació de substàncies tòxiques dels aqüífers. L'estabilitat química i la conductivitat elèctrica del pal·ladi el fan una alternativa a l'ús de l'or en els components electrònics, com els condensadors ceràmics de multicapa (MLCC) utilitzats en reproductors multimèdia i tauletes tàctils, en les pistes conductores de pal·ladi i argent, en circuits integrats híbrids (HIC) o en connectors. S'utilitza en odontologia per a fabricar ponts i corones dentals, ja que proporciona resistència, rigidesa i durabilitat, i aliat amb argent esdevé més mal·leable. El radioisòtop pal·ladi 103 s'empra en el tractament del càncer de pròstata. El pal·ladi s'utilitza combinat amb l'or i l'argent per a fabricar l'aliatge anomenat or blanc.[9]Joia d'argent.

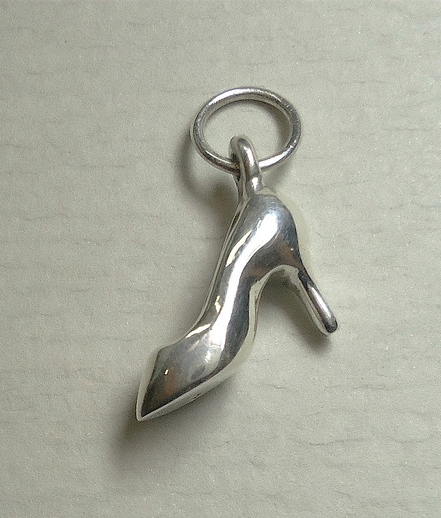
Joia d'argent.

- Argent. L'argent s'alia amb l'estany per a soldar els dispositius electrònics a les plaques de circuits impresos. Petits aparells electrònics, com rellotges analògics, solen utilitzar bateries d'argent-zinc per la seva llarga vida i energia. L'argent és un metall preciós molt usat en joieria que, aliat amb or, li confereix duresa. Les sals d'argent s'empren com a catalitzadors de reaccions d'oxidació en la producció de formaldehid a partir de metanol i el nitrat d'argent {\displaystyle {\ce {AgNO3}}} com a catalitzador en la indústria petroliera. S'utilitza en les barres de control dels reactors nuclears d'aigua a pressió (PWR) en forma d'aliatge amb indi (15 %) i cadmi (5 %). També s’utilitza en la composició de cèl·lules fotovoltaiques junt amb el silici, i aliat amb el coure en les catenàries de les vies dels trens per a augmentar la temperatura de recristal·lització del coure i fer-lo més resistent a les temperatures que assoleix amb la fricció del pantògraf.[9]

### 3a sèrie de transició

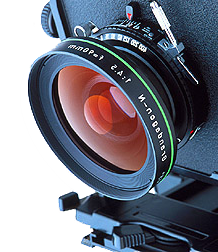
Lent d'un objectiu fotogràfic.

- Lent d'un objectiu fotogràfic.Lantani. El lantani és un component de les bateries recarregables de níquel i hidrur metàl·lic que s'empren en vehicles híbrids, en ordinadors i en equips electrònics portàtils. S'usa com a catalitzador en les piles de combustible d'hidrogen en els vehicles de nova generació amb hidrogen. El lantani activat pel terbi i pel tuli és usat com a material fosforescent i dona els colors verd i blau a les pantalles de plasma i LCD. El carbonat de lantani {\displaystyle {\ce {La2(CO3)3}}} s'usa en el tractament de la insuficiència renal i de la hiperfosfatèmia. L'òxid de lantani {\displaystyle {\ce {La2O3}}} millora la resistència alcalina del vidre, per això s'usa en la producció de vidres òptics especials com els cristalls d'absorció d'infrarojos i les lents de les càmeres fotogràfiques i dels microscopis. En la industria del petroli s'usa en el procés del craqueig. El ferroceri, un aliatge de ferro, ceri, lantani, neodimi, praseodimi i magnesi, s'usa per a fabricar pedres d'encenedor. L'òxid d'itri i el de lantani són els substituts del tori en les camises dels llums de gas, perquè són resistents a la calor i donen una llum molt intensa quan s'escalfen.[9]

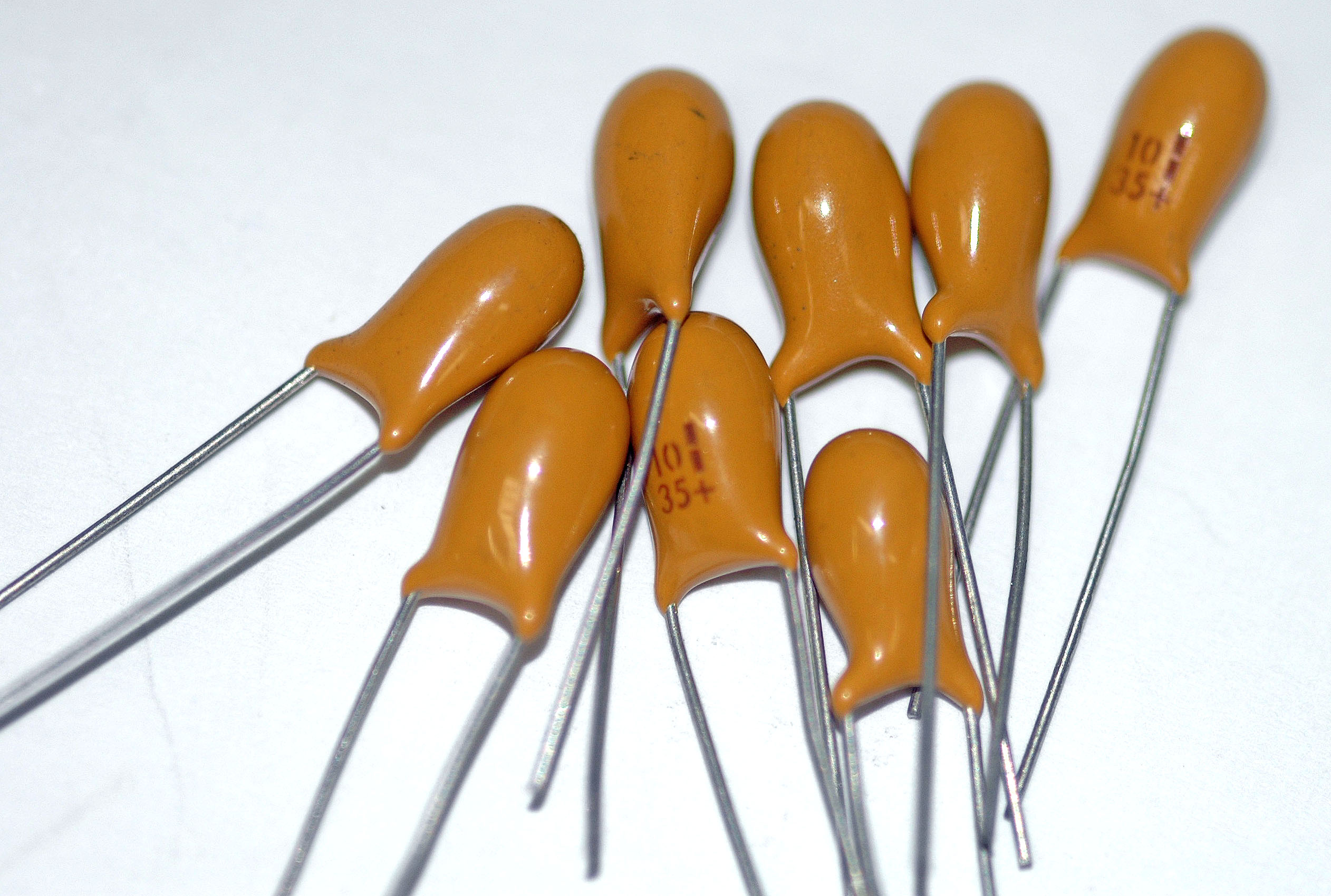
Condensadors de tàntal i òxid de tàntal(V).

- Condensadors de tàntal i òxid de tàntal(V).Hafni. Amb hafni es fabriquen barres de control de les centrals nuclears per la seva alta capacitat d'absorbir neutrons. Per les seves propietats mecàniques i la seva resistència a la corrosió, s'usa en els reactors nuclears d'aigua a pressió. L'hafni s'afegeix a aliatges de ferro, titani, niobi i tàntal perquè en millora les propietats mecàniques i la resistència a la corrosió, que s'utilitzen en la indústria espacial per a la fabricació de coets i satèl·lits. També es fa servir en els elèctrodes de tall per plasma d'alta potència, als quals aporta una alta velocitat de tall dels acers, gran precisió i millor acabat que el dels elèctrodes de tall amb oxigen (oxitall). S'usa en bombetes d'incandescència de projecció com a absorbent de gasos, com l'hidrogen i el nitrogen, a causa de la seva afinitat per aquests gasos.[9]
- Tàntal. El tàntal i l'òxid de tàntal(V) {\displaystyle {\ce {Ta2O5}}} s'empren en la producció de condensadors de mides molt reduïdes que permeten la miniaturització dels dispositius electrònics, com telèfons intel·ligents, videoconsoles, microprocessadors, aparells de ràdio, armes «intel·ligents», míssils, etc.[15] Amb òxid de tàntal(V) s'han dissenyat memòries d'accés aleatori ReRAM[16] i també s'addiona al vidre per a augmentar-ne la transparència i l'índex de refracció alhora que el fa més lleuger i que s'empren en objectius de càmeres fotogràfiques. El carbur de tàntal {\displaystyle {\ce {TaC}}} es molt resistent i s'empra en eines de tall i en la fabricació de motors que han de treballar a altes temperatures i en un ambient corrosiu. També es fabrica instrumental quirúrgic i aparells químics amb aquest metall.[9]

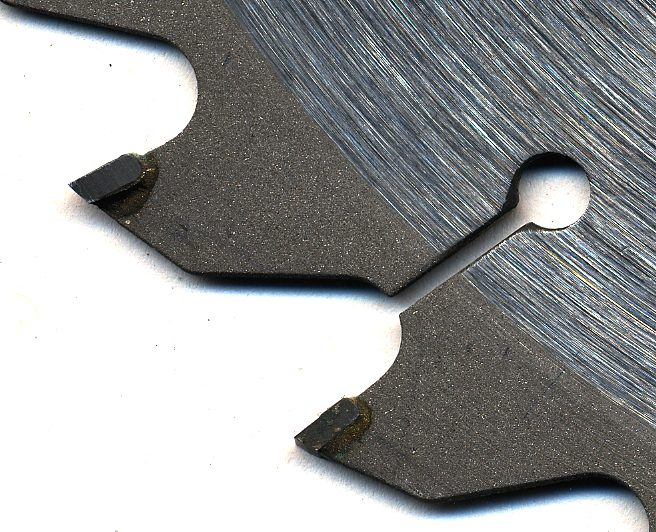
Disc de tall de carbur de tungstè.

- Disc de tall de carbur de tungstè.Tungstè. El tungstè, com que resisteix les temperatures altes i té una pressió de vapor molt baixa, fins i tot a altes temperatures, es pràcticament l'únic material utilitzat en la fabricació de filaments de les bombetes de projecció, les làmpades halògenes, les fluorescents, les de descàrrega d'alta intensitat, etc., i com a càtode emissor d'electrons (en tubs de raigs X). El tungstè forma, junt amb el carboni i el cobalt, el carbur de tungstè (widia), un aliatge de gran duresa que s'utilitza en la fabricació d'eines de tall com ara freses, broques, serres, corones de perforació, etc i en les boles de les puntes de bolígraf. L'addició de tungstè (en un 10 %) augmenta la duresa total dels acers d'alta velocitat (HSS, High Speed Steels) i permet treballar a altes temperatures. Quan s'afegeix tungstè a l'acer es forma un superaliatge molt resistent que s'empra en la fabricació dels motors dels avions i de les turbines de generació d'energia. L'acer al tungstè s'usa en la fabricació dels discos de les serres de diamant, ja que n'augmenta la resistència. Els elèctrodes de tungstè amb tori s'usen en soldadures d'acers inoxidables i aliatges especials. El tungstè s'utilitza en la fabricació de pesos per a la pesca i en perdigons, en substitució del plom.[9]Plomí o tremp d'una ploma estilogràfica amb iridi.

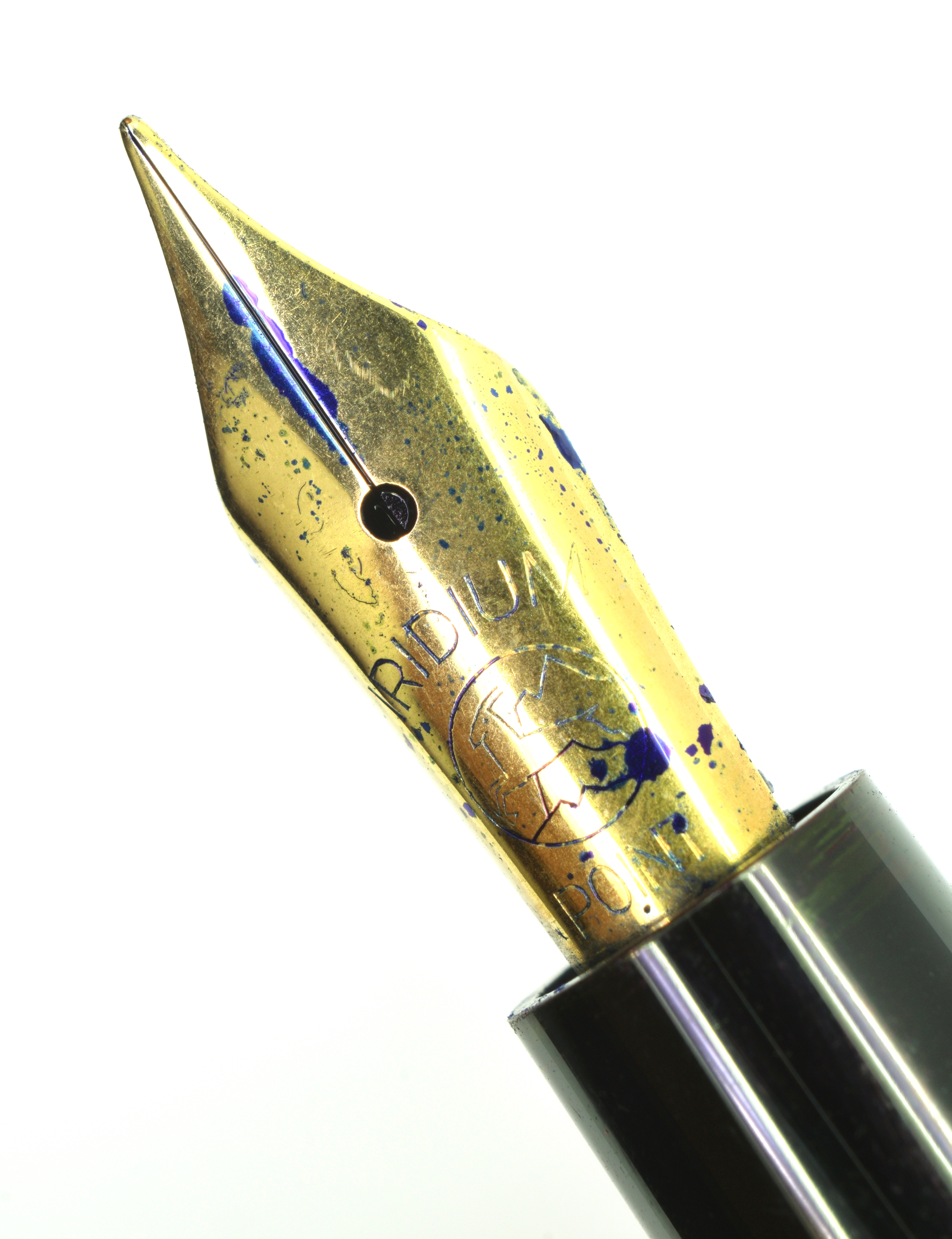
Plomí o tremp d'una ploma estilogràfica amb iridi.

- Reni. Majoritàriament s'empra com a component de superaliatges, amb níquel, cobalt i molibdè, molt resistents al calor, per a motors de reacció d’avions. Aliat amb tungstè es fabriquen termoparells per mesurar temperatures de fins a 2 760 °C. S’usa també aliat amb platí com a catalitzador en la destil·lació del cru del petroli per produir gasolines d’alt índex d'octà. Els radioisòtops de reni s’utilitzen per tractar el càncer de fetge i de pàncrees on s’administra a través d’un hoste bacterià.[17]
- Osmi. Els aliatges d'osmi amb platí i iridi permeten una gran resistència a la fricció i s'empren en llapis òptics, tremps de plomes estilogràfiques i algunes puntes de bolígrafs. La seva alta conductivitat el converteix en una alternativa més eficaç i durable que l'or o el platí en productes electrònics. El tetraòxid d'osmi {\displaystyle {\ce {OsO4}}} s'utilitza en la detecció d'empremtes digitals.[9]
- Iridi. L'iridi té elevada resistència a la corrosió i a la temperatura i gran duresa, per la qual cosa s'empra en aliatges. L'iridi s'usa en la fabricació de gresols, com ara els recipients metàl·lics refractaris utilitzats en siderúrgia, en la fabricació de vidre i de pigments. També s'utilitza en la producció de tot tipus de peces que requereixin una elevada resistència a les temperatures altes. El radioisòtop iridi 192 s'usa com a font de radiació gamma per al tractament de vàrius tipus de càncer. Alguns compostos d'iridi són emprats com a catalitzadors per a la producció d'àcid acètic. S'utilitza en l'elèctrode de bugies de llarga durada. Per ser tan dur, certs plomins de plomes estilogràfiques es recobreixen amb iridi per a donar-los més resistència al desgast.[9]Moneda de 100 dòlars de platí.

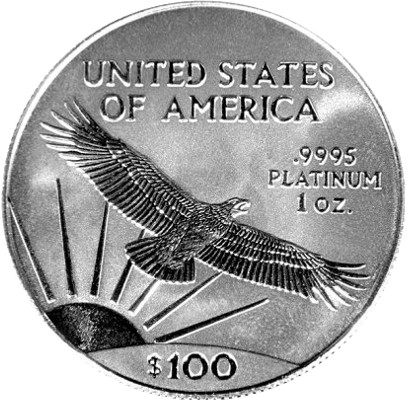
Moneda de 100 dòlars de platí.

- Platí. El platí s'empra majoritàriament com a catalitzador en els convertidors catalítics dels vehicles, on completen la combustió; en les piles de combustible; i en el procés de producció de benzina i d'altres combustibles d'alt índex d'octà. També s'empra per a la fabricació de bugies de llarga durada. Als discos durs d'ordinadors s'empra aliat amb cobalt, ja que en millora les propietats magnètiques, i indrementa la capacitat d'emmagatzematge de dades. Dos medicaments, el cisplatí i el carboplatí, permeten el tractament de varis tipus de càncers. El platí és molt apreciat en la fabricació de joies per la seva gran lluïssor. Als laboratoris de química s'empra en forma de fils, gresols, filtres, elèctrodes. També s'utilitza en la fabricació de silicones per a motlles que han d'anar al forn (fins a 500 °C).[9]
- Or. Les principals aplicacions de l'or són la joieria, la inversió econòmica, les reserves dels bancs centrals i l'encunyat de monedes commemoratives. L'or pur (de 24 ct) és tou i sols s'usa en forma de lingots per a inversió i fons estatals. En joieria s'usa en forma d'aliatge amb argent, coure, pal·ladi i níquel. És un excel·lent conductor de l'electricitat i no s'oxida, per la qual cosa s'utilitza en la fabricació de connectors elèctrics i electrònics, circuits impresos daurats, relés amb contactes daurats i microxips. L'or s'utilitza en alguns tractaments per a reduir el dolor de l'artritis, també en la composició de certs stents (dilatadors de venes i artèries), ja que fa que es vegin millor als raigs X. El pa d'or és un full molt prim d'or batut (0,006 mm) emprat per a daurar diversos objectes d'art.[9]